# Lista de mamíferos pré-históricos

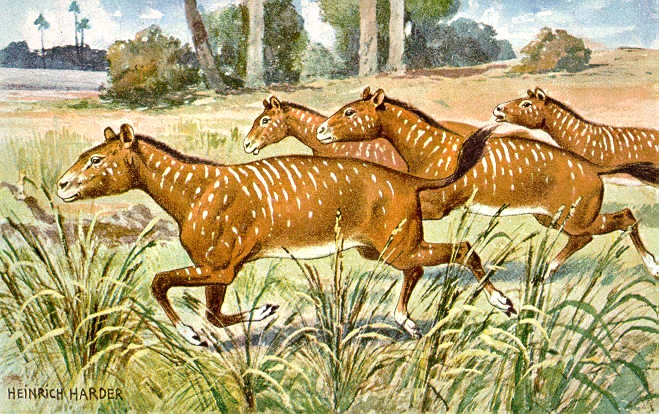
Mesohippus

O que se segue é uma lista de mamíferos pré-históricos, que pretende incluir os mamíferos que foram extintos antes da era moderna e que são conhecidos apenas pelo registo fóssil. Os mamíferos desaparecidos em épocas modernas estão compilados em lista de animais extintos.

## Mamíferos

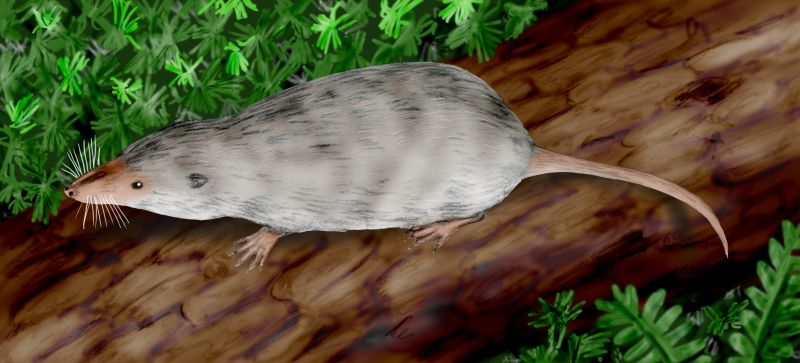
Adelobasileus

- Gênero † Adelobasileus  Lucas & Hunt 1990
- Gênero † Bocaconodon  Montellano, Hopson & Clark 2008
- Gênero † Delsatia  Sigogneau-Russell & Godefroit 1997
- Gênero † Tricuspes  von Huene 1933
- Gênero † Hadrocodium  Luo, Crompton & Sun 2001
- Gênero † Fruitafossor  Luo & Wible 2005

### Ordem †Jantar
- Família † Dinnetheriidae Averianov & Lopatin 2011
  - Gênero † Dinnetherium  Jenkins, Crompton & Downs 1983

### Ordem †Siconodontiformes
- Família † Siconodontidae Mills 1971
  - Gênero † Sinoconodon  Patterson & Olson 1961

### Ordem †Morganucodonta

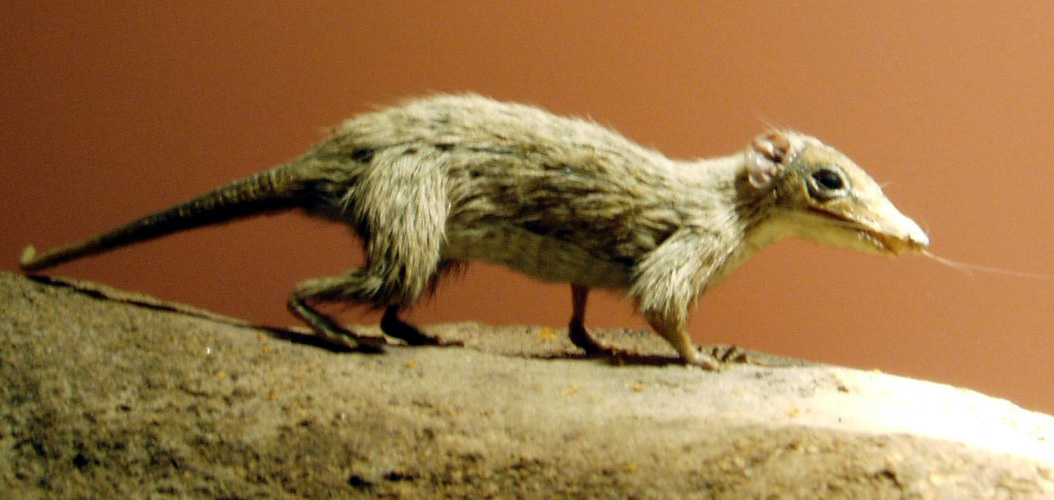
Megazostrodon

- Gênero † Bridetherium  Clemens 2011
- Gênero † Hallautherium  Clemens 1980
- Gênero † Paceyodon  Clemens 2011
- Gênero † Purbeckodon  Butler et al. 2012
- Gênero † Rosierodon  Debuysschere, Gherrbrant & Allain 2014
- Família † Megazostrodontidae Vaca 1986 sensu Kielan-Jaworowska, Cifelli & Luo 2004
  - Gênero † Wareolestes  Freeman 1979
  - Gênero † Brachyzostrodon  Sigogneau-Russell 1983a
  - Gênero † Megazostrodon  Crompton & Jenkins 1968
- Família † Morganucodontidae Kühne 1958
  - Gênero † Gondwanadon  Datta & Das 1996
  - Gênero † Holwellconodon  Lucas & Hunt 1990
  - Gênero † Indotherium  Yadagiri 1984 não Kretzoi 1942
  - Gênero † Indozostrodon  Datta & Das 2001
  - Gênero † Helvetiodon  Clemens 1980
  - Gênero † Erythrotherium  Crompton 1964
  - Gênero † Eozostrodon  Parrington 1941
  - Gênero † Morganucodon  Kühne 1949

### Ordem †Docodonta
Jurássico Médio a Jurássico Superior
- Família †Docodontidae
  - Gênero † Agilodocodon  Meng et al. 2015
  - Gênero † Docofossor  Luo et al. 2015
  - Gênero † Gondtherium  Prasad & Manhas 2007
  - Gênero † Cyrtlatherium  Freeman 1979 sensu Sigogneau-Russell 2001
  - Gênero † Haldanodon  Kühne & Krusat 1972 sensu Sigoneau-Russell 2003
  - Gênero † Borealestes  Waldman & Savage 1972
  - Gênero † Dsugarodon  Pfretzschner et al. 2005 Acuodulodon Hu, Meng & Clark 2007]
  - Gênero † Castorocauda  Ji et al. 2006
  - Gênero † Simpsonodon  Kermack et al. 1987
  - Gênero † Krusatodon  Sigogneau-Russell 2003
  - Gênero † Hutegotherium  Averianov et al. 2010
  - Gênero † Tashkumyrodon  Martin & Averianov 2004
  - Gênero † Tegotherium  Tatarinov 1994
  - Gênero † Sibirotherium  Maschenko, Lopatin & Voronkevich 2002
  - Gênero † Reigitherium  Bonaparte 1990
  - Gênero † Peraiocynodon  Simpson 1928
  - Gênero † Docodon  Março 1881  Dicrocynodon  Março 1880;  Diplocynodon  Março 1880 não Pomel 1847;  Ennacodon  Março 1890;  Enneodon  Março 1887 não Prangner 1845;  Dryolestes  Março 1879]

### Ordem †Kuehneotheria
- Família † Woustersiidae Sigogneau-Russell & Hahn 1995
  - Gênero † Woutersia  Sigogneau-Russell 1983b
- Família † Kuehneotheriidae Kermack, Kermack & Musset 1968
  - Gênero † Kuehneotherium  o>Kermack, Kermack & Musset 1968
  - Gênero † Kuehneon  Kretzoi 1960 (nomen vanum)

### Ordem †Eutriconodonta

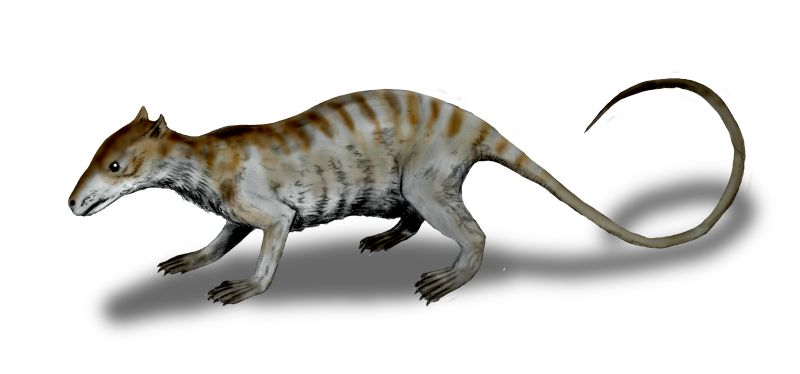
Jeholodens

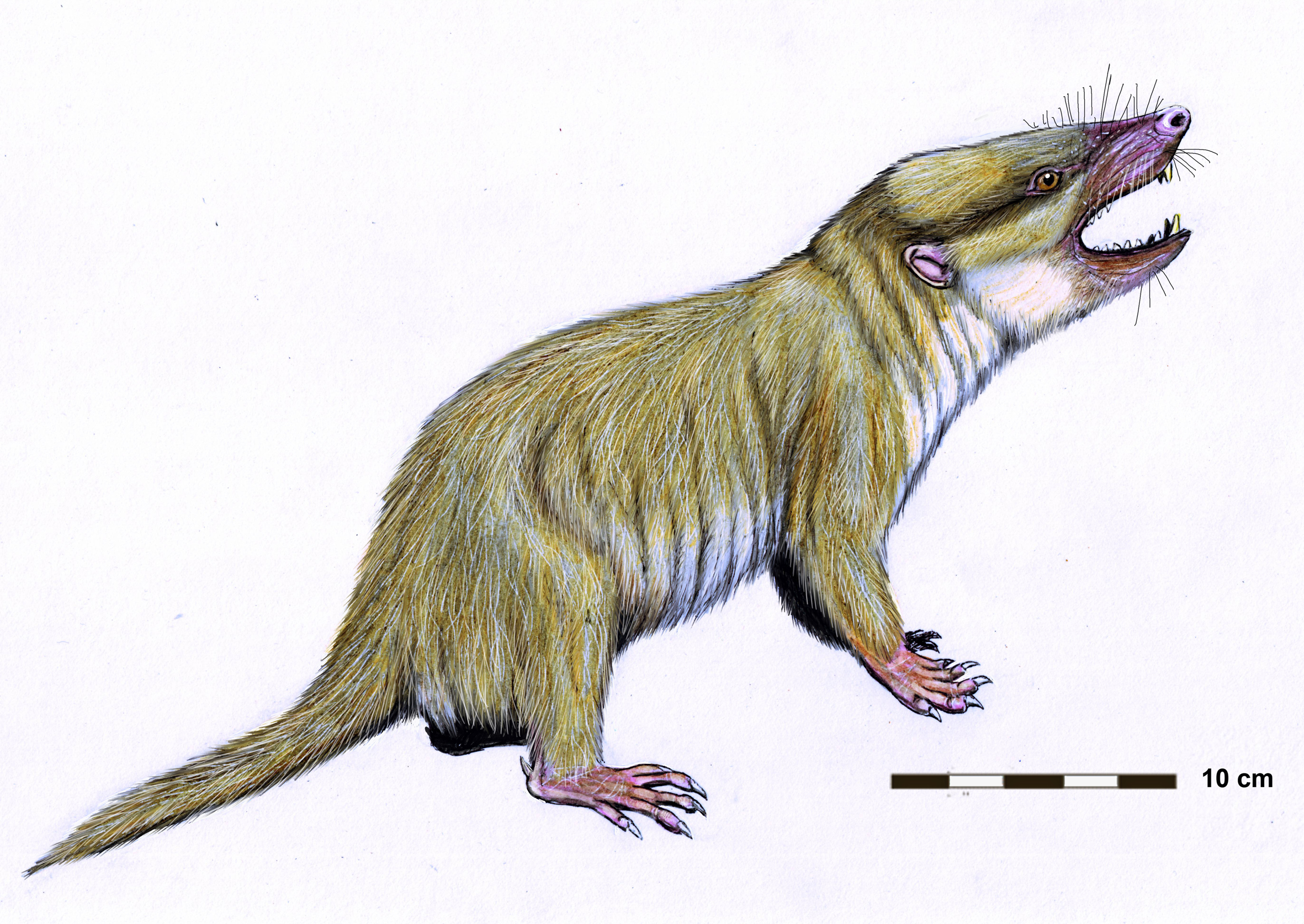
Gobiconodon

Jurássico Inferior – Cretáceo Superior
- Gênero?† Dyskritodon  Sigogneau-Russell 1995
- Família † Amphidontidae Simpson 1925
  - Gênero † Acinacodus  Lopatin, Maschenko & Averianov 2010
  - Gênero † Amphidon  Simpson 1925
  - Gênero † Gobiotheriodon  Trofimov 1997 [ Gobiodon  Trofimov 1980 não Bleeker 1856]
  - Gênero † Manchurodon  Yabe & Shikama 1938
  - Gênero † Nakunodon  Yadagiri 1985
  - Gênero † Aploconodon  Simpson 1925
  - Gênero † Comodon  Kretzoi & Kretzoi 2000 não Stein 1859 [ Phascolodon  Simpson 1925;  Phascolotheridium  Cifelli & Dykes 2001]
  - Gênero † Hakusanodon  Rougier, Isaji & Manabe 2007
  - Gênero † Juchilestes  Gao, Wilson, Luo, Maga, Meng & Wang 2009
- Família † Amphilestidae Osborn 1888 sensu Luo, Kielan-Jaworowska & Cifelli 2002 [Phascolotheriidae Osborn 1887]
  - Gênero † Condorodon  Gaetano & Rougier 2012
  - Gênero † Kemchugia magna 
  - Gênero † Kryptotherium  Sigogneau-Russell 2003
  - Gênero † Liaotherium  Zhou, Cheng & Wang 1991<
  - Gênero † Paikasigudodon  Prasad & Manhas 2002 [ Kotatherium yadagirii  Prasad & Manhas 1997]
  - Gênero † Amphilestes  Owen 1871 [ Amphitherium  Owen 1845 não von Meyer não de Blainville 1838]
  - Gênero † Phascolotherium  Owen 1838 [ Didelphys  Broderip 1828;  Thylacotherium  Valenciennes 1838]
  - Gênero † Tendagurodon  Heinrich 1998
- Família Jeholodentidae Luo et al. 2007
  - Gênero † Jeholodens  Luo, Chen, Li & Chen 2007
  - Gênero † Yanoconodon  Ji, Luo & Ji 1999
- Família † Klameliidae Martin & Averianov 2007
  - Gênero † Ferganodon  Thomas & Averianov 2006
  - Gênero † Klamelia  Chow & Rich 1984
- Família † Gobiconodontidae Chow & Rich 1984 sensu Luo, Kielan-Jaworowska & Cifelli 2002
  - Gênero † Huasteconodon  Montellano, Hopson & Clark 2008
  - Gênero † Meemannodon  Meng et al. 2005
  - Gênero † Spinolestes  Martin et al. 2015
  - Gênero † Hangjinia  Godefroit & Guo 1999
  - Gênero † Gobiconodon  Trofimov 1978 sensu Kielen-Jaworowsky & Dashzeveg 1998 [ Guchinodon  Trofimov 1978; Guchinodon Trofomiv 1974 nomen nudum]
  - Gênero † Repenomamus  Li et al. 2001
- Clade † Volaticotheria Meng et al. Emenda de 2006. Meng et al. 2007
  - Gênero † Volaticotherium  Meng et al. Emenda de 2006. Meng et al. 2007
  - Gênero † Ichthyoconodon  Sigogneau-Russell 1995
  - Gênero † Argentoconodon  Rougier et al. 2007
  - Gênero † Jugulator  Cifelli & Madsen 1998
  - Gênero † Triconolestes  Engelmann & Callison 1998
- Família † Triconodontidae Março de 1887
  - Gênero † Victoriaconodon  Montellano et al. 2008
  - Gênero † Priacodon  Março de 1887 [ Tinodon ]
  - Subfamília † Triconodontinae Marsh 1887 não Hay 1902
    - Gênero † Triconodon  Owen 1859 [ Triacanthodon  Owen 1871]
    - Gênero † Trioracodon  Simpson 1928 não Owen 1871

  - Subfamília † Alticonodontinae Fox 1976
    - Gênero † Meiconodon  Kusuhashi et al. 2009
    - Gênero † Arundelconodon  Cifelli et al. 1999
    - Gênero † Astroconodon  Patterson 1951
    - Gênero † Alticonodon  Fox 1969
    - Gênero † Corviconodon  Cifelli, Wible & Jenkins 1998

### Symmetrodontaassento incerto
- Gênero † Atlasodon  Sigogneau-Russell 1991
- Gênero † Kennetheredium  Sigogneau-Russell 2003a
- Gênero † Kotatherium  Datta 1981
- Gênero † Trishulotherium  Yadagiri 1985

### BasalCladotheria
- Gênero † Afriquiamus  Sigogneau-Russell 1999
- Gênero † Butlerigale  Kühne 1968 [? Dryolestes leiriensis ]
- Gênero † Chunnelodon  Ensom & Sigogneau-Russell 1998
- Gênero † Guimarota  Kuhne 1968

### BasalZatheria
- Gênero † Minimus  Sigogneau-Russell 1999
- Gênero † Magnimus  Sigogneau-Russell 1999
- Gênero † Nanolestes  Martin 2002</
- Família † Arguimuridae Dashzeveg 1994 [Arguitheriidae Dashzeveg 1994</]
  - Gênero † Arguimus  1979 [ Arguitherium  >Dashzeveg 1994</]
- Família † Mozomuridae Li et al. 2005
  - Gênero † Mozomus  Li et al. 2005

## SubclassYinoteria

### Ordem †Shuotherida
- Família † Shuotheriidae Chow & Rich 1982
  - Gênero † Itatodon  Lopatin & Averianov 2005
  - Gênero † Shuotherium  Chow & Rich 1982
  - Gênero † Paritatodon  Martin & Averianov 2010
  - Gênero † Pseudotribos  Luo, Ji & Yuan 2007

### Ordem †Ausctribosfenida
- Família † Ausktribosphenidae Rich et al. 1997
  - Gênero † Bispos  Rich et al. 2001
  - Gênero † Ausktribosphenos  Rich et al. 1997

### Ordem †Henosferida
- Família † Henosferidae Rougier et al. 2007
  - Gênero † Henosferus  Rougier et al. 2007
  - Gênero † Asfaltomylos  small>Rauhut et al. 2002
  - Gênero † Músculo  >Flynn et al. 1999

### OrdemMonotremata
Cretáceo Médio – Recente

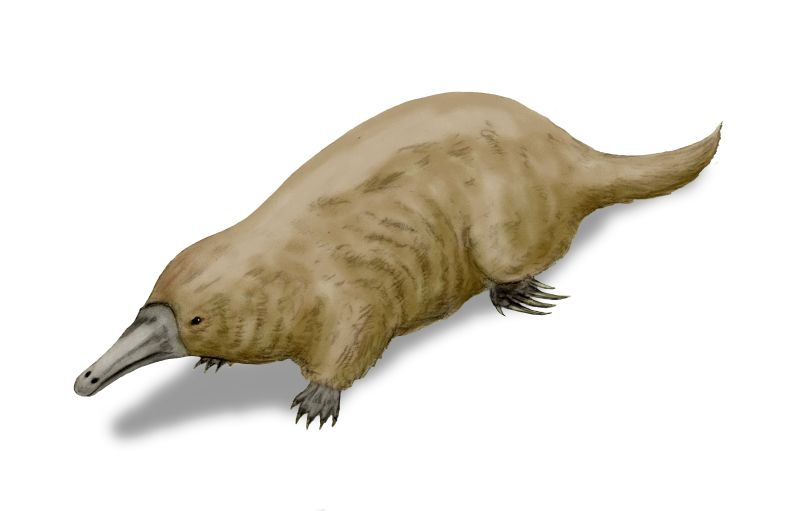
Steropodon

- Gênero † Teinolophos  Rich et al. 1999
- Gênero † Kryoryctes  Pridmore et al. 2005
- Família † Kollikodontidae Flannery et al. 1995
  - Gênero † Kollikodon  Flannery et al. 1995
- Família Ornithorhynchidae Gray 1825 [Steropodontidae Archer et al. 1985] (Ornitorrincos)
  - Gênero † Monotrematum  Pascual et al. 1992
  - Gênero † Steropodon  Archer et al. 1985
  - Gênero † Obdurodon  Woodburne & Tedford 1975
- Família Tachyglossidae Gill 1872 [Echidnidae Burnett 1830] (equidnas, tamanduás espinhosos)
  - Gênero  Zaglossus  Gill 1877 [ Proechidna  Gervais 1877;  Acanthoglossus  Gervais 1877 ;  Bruynia  Dubois 1882;  Bruijia  Thomas 1883;  Prozaglossus  Kerbert 1913;  Megalibgwilia  Griffiths, Wells & Barrie 1991] (Gênero existente com espécies extintas)

## SubclassAloteria

### Pedido †Heramiyida
- Família † Theroteinidae small>Sigogneau-Russell, Frank & Hammerle 1986
  - Gênero † Theroteinus  Sigogneau-Russell, Frank & Hammerle 1986
- Família † Thomasiidae Poche 1908 [Haramiyidae Simpson 1947 sensu Jenkins et al. 1997; Microlestidae Murry 1866; Microcleptidae Simpson 1928]
  - Gênero † Eoraetica 
  - Gênero † Avashishta  Anantharaman & al. 2006
  - Gênero † Allostaffia  Heinrich 2004 [ Staffia  Heinrich 1999 não Schubert 1911]
  - Gênero † Thomasia  Poche 1908 [ Haramiya  Simpson 1947;  Hypnoprymnopsis  Dawkins 1864;  Microlestes  Plieninger 1847 não Schmidt Goebel 1846;  Microcleptes  Simpson 1928 não Newman 1840;  Plieningeria  Krausse 1919;  Stathmodon  Henning 1911]

### Ordem †Multituberculata
Jurássico tardio – Eoceno
- Gênero † Argillomys  Cifelli, Gordon & Lipka 2013
- Gênero † Janumys erebos  Eaton & Cifelli 2001
- Gênero † Xyronomys  Rigby 1980
- Família † Plagiaulacidae Gill 1872 sensu Kielan-Jaworowska & Hurum 2001 [Bolodontidae Osborn 1887]
- Família † Hahnotheriidae Butler & Hooker 2005
- Família † Kermackodontidae Butler & Hooker 2005
- Família † Albionbaataridae Kielan-Jaworowska & Ensom 1994
- Família † Eobaataridae Kielan-Jaworowska, Dashzeveg & Trofimov 1987
- Superfamília † Allodontoidea Março de 1889
  - Gênero † Glirodon  Engelmann & Callison 2001
  - Família † Arginbaataridae Hahn & Hahn 1983 não Trofimov 1980
  - Família † Zofiabaataridae Bakker 1992
  - Família † Allodontidae Marsh 1889
- Superfamília † Paulchoffatioidea Hahn 1969 sensu Hahn & Hahn 2003
  - Gênero † Mojo  Hahn, LePage & Wouters 1987
  - Gênero † Rugosodon  Yuan et al. 2013
  - Família † Hahnodontidae Sigigneau-Russell 1991
  - Família † Pinheirodontidae Hahn & Hahn 1999
  - Família † Paulchoffatiidae Hahn 1969 sensu McKenna & Bell 1997
- Subordem † Gondwanatheria 
  - Família † Ferugliotheriidae Bonaparte 1986
  - Família † Sudamericidae Scillato-Yané & Pascual 1984 [Gondwanatheridae Bonaparte 1986]
  - Família † Groeberiidae Patterson 1952 sensu Flynn & Wyss 1999
- Subordem † Cimolodonta 
  - Gênero † Ameribaatar  Eaton & Cifelli 2001
  - Gênero † Argentodites  Kielan-Jaworowska et al. 2007
  - Gênero † Bryceomys  Eaton 1995
  - Gênero † Bubodens  Wilson 1987
  - Gênero † Cedaromys  Eaton & Cifelli 2001
  - Gênero † [ [ Clemensodon]]  Krause 1992 
  - Gênero † Dakotamys  Eaton 1995
  - Gênero † Fractimus  Higgins 2003
  - Gênero † Halodon  Marsh 1889
  - Gênero † Uzbekbaatar  Kielan-Jaworowska & Nesov 1992
  - Gênero † Viridomys  Fox 1971
  - Gênero † Paracimexomys  Archibald 1982 [ Barbatodon  Rãdulescu & Samson 1987]
  - Gênero † Cimexomys  Sloan & Van Valen 1965 sensu stricto?
  - Gênero † Fractinus  Higgins 2003
  - Família † Corriebaataridae Rich et al. 2009
  - Família † Boffiidae Hahn & Hahn censo de 1983 Kielan-Jaworowska & Hurum 2001
  - Família † Cimolomyidae Marsh 1889 sensu Kielan-Jaworowska & Hurum 2001
  - Família † Kogaionidae Rãdulescu & Simpson 1996
  - Família † Eucosmodontidae Jepsen 1940
  - Família † Microcosmodontidae Holtzman & Wolberg 1977
  - Superfamília † Ptilodontoidea Cope 1887 sensu McKenna & Bell 1997 & Kielan-Jaworowska & Hurum 2001
    - Gênero † Neoliotomus  Jepsen 1930
    - Família † Cimolodontidae Marsh 1889 sensu Kielan-Jaworowska & Hurum 2001
    - Família † Ptilodontidae Cope 1887 sensu McKenna & Bell 1997

  - Superfamília † Taeniolabidoidea Granger & Simpson 1929 sensu Kielan-Jaworowska & Hurum 2001
    - Família † Taeniolabididae Granger & Simpson 1929

  - Superfamília † Djadochtatheroidea Kielan-Jaworowska & Hurum 1997 sensu Kielan-Jaworowska & Hurum 2001 Djadochtatheria Kielan-Jaworowska & Hurum 1997]
    - Gênero † Bulganbaatar  Kielan-Jaworowska 1974
    - Gênero † Nemegtbaatar  Kielan-Jaworowska 1974
    - Gênero † Pentacosmodon  Jepsen 1940
    - Família † Chulsanbaataridae Kielan-Jaworowska 1974
    - Família † Sloanbaataridae Kielan-Jaworowska 1974
    - Família † Djadochtatheriidae Kielan-Jaworowska & Hurum 1997

## SubclasseTheria

### Téria basal
- Gênero † Aethomylos  Novacek 1976
- Gênero † Anisorhizus  Ameghino 1902 (notoungulado)
- Gênero † Falepterus  Clemens & Lillegraven 1986
- Gênero † Paleomolops  Cifelli 1994
- Gênero † Tetraprothomo  Ameghino 1902 não Ameghino 1884
- Gênero † Tribotherium  Sigogneau-Russell 1991
- Gênero † Zygiocuspis  Cifelli 1990
- Família † Endotheriidae Shikama 1947
  - Gênero † Endotherium  Shikama 1947
- Família † Kermackiidae Butler 1978
  - Gênero † Kermackia  Abate 1971 [ Trinictitherium  Butler 1978]
- Família † Plicatodontidae Ameghino 1904
  - Gênero † Plicatodon  Ameghino 1904
- Família † Potamotelsidae Nesov 1987
  - Gênero † Potamotelses  Fox 1972 não Nesov 1987
- Família † Russellmyidae Estravis 1990
  - Gênero † Russellmys  Estravis 1990

### Infraclasse †Pantotheria
- Gênero † Tribactonodon  Sigogneau-Russell, Hooker & Ensom 2001
- Gênero † Paraungulatum  Bonaparte 1999
- Gênero † Argaliatherium  Cifelli & Davis 2015
- Gênero † Carinalestes  Cifelli & Davis 2015
- Gênero † Hypomylos  Sigogneau-Russell 1992
- Família † Casamiqueliidae Bonaparte 1999
  - Gênero † Casamiquelia  Bonaparte 1990 [após Averianov 2002]
  - Gênero † Rougiertherium  Bonaparte 1999
  - Gênero † Alamitherium  Bonaparte 1999
- Família † Brandoniidae Bonaparte 1992
  - Gênero † Brandonia  Bonaparte 1992
- Família † Donodontidae Sigogneau-Russell 1991
  - Gênero † Donodon  Sigogneau-Russell 1991
- Família † Paurodontidae Marsh 1887 não Thorne 1941
  - Gênero † Araeodon  Simpson 1937
  - Gênero † Archaeotrigon  Simpson 1927
  - Gênero † Brancatherulum   Dietrich 1927
  - Gênero † Comotherium  Prothero 1981
  - Gênero † Dorsetodon  Ensom & Sigogneau-Russell 1998
  - Gênero † Drescheratherium  Krebs 1998
  - Gênero † Euthlastus  Simpson 1927
  - Gênero † Foxraptor  Bakker & Carpenter 1990
  - Gênero † Henkelotherium  Krebs 1991
  - Gênero † Paurodon  Março de 1887
  - Gênero † Tathiodon  (Simpson 1927) Simpson 1927 [ Tanaodon  Simpson1927 não Kirk 1927;  Pelicopsis  Simpson 1927]
- Família † Vincelestidae Bonaparte 1986
  - Gênero † Vincelestes  Bonaparte 1986
- Família † Picopsidae Fox 1980
  - Gênero † Picopsis  Fox 1980
  - Gênero † Tirotherium  Montellano-Ballesteros & Fox 2015

#### Ordem †Spalacotheriida
- Gênero † Gobiotheriodon  Trofimov 1997 sensu Averianov 2002 [ Gobiodon  Trofimov 1980 não Bleeker 1856]
- Gênero † Maotherium  Rougier, Ji & Novacek 2003
- Família † Thereuodontidae Sigogneau-Russell 1998
  - Gênero † Thereuodon  Sigogneau-Russell 1987
- Família † Zhangheotheriidae Rougier, Ji & Novacek 2003
  - Gênero † Zhangheotherium  Hu et al. 1997
- Família † Tinodontidae Fox 1985
  - Subfamília † Bondesiinae Bonaparte 1990
    - Gênero † Bondesius  Bonaparte 1990 [?microbat arqueonícterídeo; dentes de leite de dryolestídeo (Averianov 2002)]

  - Subfamília † Tinodontinae
    - Gênero † Mictodon  Fox 1984
    - Gênero † Yermakia  Lopatin et al. 2005 [?Ungulatomorpha]
    - Gênero † Tinodon  Marsh 1879 [ Menacodon  Marsh 1887;  Eurylambda  Simpson 1929a]
- Família † Barbereniidae Bonaparte 1990
  - Gênero † Quirogatherium  Bonaparte 1990 [? dentes de leite dryolestid (Averianov 2002)]
  - Gênero † Barberenia  Bonaparte 1990 [? dentes de leite dryolestid (Averianov 2002)]
- Família † Spalacotheriidae Marsh 1887 [Peratheridae Osborn 1887]
  - Gênero † Infernolestes  Cifelli, Davis & Sames 2014
  - Gênero † Microderson  Sigogneau-Russell 1991 [? grupo-tronco zatherian (Averianov 2002)]
  - Gênero † Shalbaatar  Nesov 1997
  - Gênero † Yaverlestes  Sweetman 2008
  - Subfamília † Spalacotheriinae Março de 1887
    - Gênero † Spalacotherium  Owen 1854 [ Peralestes  Owen 1871]

  - Subfamília † Spalacolestinae Cifelli & Madsen 1999
    - Gênero † Aliaga  Cuenca-Bescós et al. 2014
    - Gênero † Symmetrolestes  Tsubamoto et al. 2004
    - Gênero † Akidolestes  Li & Luo 2006
    - Gênero † Heishanlestes  Hu, Fox, Wang & Li 2005
    - Gênero † Spalacotheroides  Patterson 1955
    - Gênero † Spalacotheridium  Cifelli 1990c
    - Gênero † Spalacolestes  Cifelli 1999
    - Gênero † Symmetrodontoides  Fox 1979 [?Dryolestidans Bonaparte 1999]

#### Ordem †Meridiolestida
- Gênero † Leonardus  Bonaparte 1990
- Gênero † Cronópio  Rougier, Apesteguia & Gaetano 2011
- Família † Necrolestidae Ameghino 1894
  - Gênero † Necrolestes  Ameghino 1894 sensu Rougier et al. 2012
- Superfamília † Mesungulatoidea
  - Família † Reigitheriidae Bonaparte 1990
    - Gênero † Reigitherium  Bonaparte 1990

  - Família † Peligotheriidae Bonaparte, Van Valen & Kramartz 1993
    - Gênero † Peligrotherium  Bonaparte, Van Valen & Kramartz 1993 

  - Família † Mesungulatidae Bonaparte 1986 sensu Rougier et al. 2009
    - Gênero † Coloniatherium  Rougier et al. 2009
    - Gênero † Mesungulatum  Bonaparte & Soria 1985
- Família † Austrotriconodontidae Bonaparte 1992
  - Gênero † Austrotriconodon  Bonaparte 1986b

#### Ordem †Secolestida
- Família † Dryolestidae Marsh 1879
  - Gênero † Anthracolestes  Averianov, Martin & Lopatin 2014
  - Gênero † Guimarotodus  Martin 1999
  - Gênero † Krebsotherium  Martin 1999
  - Gênero † Phascolestes  Owen 1871
  - Gênero † Lakotalestes  Cifelli, Davis & Sames 2014
  - Gênero † Laolestes  Simpson 1927
  - Gênero † Melanodon  Simpson 1927 [ Malthacolestes  Simpson 1927]
  - Gênero † Amblotherium  Owen 1871 [ Stylodon  Owen 1866 não Beck 1837;  Achyrodon  Owen 1871;  Odontostylus  Trouessant 1898;  Trouessartia  Cossman 1899 não Canestrini & Kramer 1899;  Trouessartiella  Cossman 1899;  Stylacodon  Marsh 1879;  Laodon  Março de 1887;  Kepolestes  Simpson 1927]
  - Gênero † Dryolestes  Marsh 1878 [ Asthenodon  Marsh 1887;  Herpetairus  Simpson 1927;  Laolestes  Simpson 1927]
  - Gênero † Portopinheirodon  Martin 1999
  - Gênero † Peraspalax  Owen 1871 [ Amblotherium  Lydekker 1887]
  - Gênero † Kurtodon  Osborn 1887 [ Athrodon  Osborn 1887 não Sauvage 1880;  Odontocyrtus  Trouessart 1905]
  - Gênero † Crusafontia  Henkel & Krebs 1969
  - Gênero † Groeberitherium  Bonaparte 1986

#### Ordem †Anfitheriidae
- Família † Amphitheriidae Owen 1846
  - Gênero † Amphibetulimus  Lopatin & Averianov 2007
  - Gênero † Amphitherium  de Blainville 1838 não Owen 1845 não von Meyer [ Amphigonus  Agassiz 1838;  Amphitylus  Osborn 1888;  Botheratiotherium  de Blainville 1838;  [ [Heterotherium]]  de Blainville 1838 não Fischer de Waldheim 1822;  Thylacotherium  Valenciennes 1838]

#### Ordem †Perastudent
- Família † Peramuridae Kretzoi 1946
  - Gênero † Kiyatherium  Maschenko, Lopatin & Voronkevich 2002
  - Gênero † Tendagurutherium  Heinrich 1998
  - Gênero † Peramuroides  Davis 2012
  - Gênero † Kuriogenys  Davis 2012
  - Gênero † Peramus  Owen 1871 [ Leptocladus  Owen 1871]
  - Gênero † Palaeoxonodon  Freeman 1976
  - Gênero † Abelodon  Brunet et al. 1991
  - Gênero † Pocamus  Canudo & Cuenca-Bescós 1996

#### Ordem †Aegialodontia
- Família † Aegialodontidae Kermack 1967
  - Gênero † Aegialodon  Kermack, Lees & Mussett 1965
  - Gênero † Kielantherium  Dashzeveg 1975

#### Ordem †Pappotherida
- Família † Pappotheriidae Abate 1965
  - Gênero † Paraisurus  não Glikman 1957
  - Gênero † Pappotherium  Abate 1965
  - Gênero † Slaughteria  Butler 1978

### InfraclassMetateria
Cretáceo Superior –Recente

#### Detalhes incertos do assento
- Gênero † Sinodelphys  Luo et al. 2003
- Gênero † Anchistodelphys  Cifelli 1990
- Gênero † Arcantiodelphs  Vullo, Gherbrant Muizon & Neraudeau 2009
- Gênero † Dakotadens  Eaton 1993
- Gênero † Camptomus  Março de 1889
- Gênero † Iqualadelphys  Fox 1987
- Família † Adinodontidae Hershkovitz 1995
  - Gênero † Adinodon  Hershkovitz 1995
- Gênero † Varalphadon  Johanson 1996
- Gênero † Bistius  Clemens & Lillegraven 1986
- Gênero † Turgidodon  Cifelli 1990
- Gênero † Swainadelphys  Johanson 1996
- Gênero † Esteslestes  Novacek et al. 1991
- Gênero † Copedelphys  Korth 1994
- Gênero † Itaboraidelphys  Marshall & de Muizon 1984
- Gênero † Marmosopsis  Couto 1962
- Gênero † Mizquedelphys  Marshall & de Muizon 1988
- Gênero † Otolicnus  Illiger 1811
- Gênero † Pauladelphys  Goin et al. 1999
- Gênero † Pucadelphys  Marshall & de Muizon 1988
- Gênero † Andinodelphys  Marshall & de Muizon 1988
- Gênero † Szalinia  de Muizon & Cifelli 2001
- Gênero † Djarthia  Godthelp, Wroe & Archer 1999
- Família † Jaskhadelphysidae Marshall & de Muizon 1988
  - Gênero † Jaskhadelphys  Marshall & de Muizon 1988
- Família † Herpetotheriidae Trouessant 1879
  - Gênero † Herpetotherium  Cope 1873
  - Gênero † Amphiperatherium  Filhol 1879 [ Oxygomphius  von Meyer 1846 nomen oblitum;  Microtarsioides  Weigelt 1933;  Ceciliolemur  Weigelt 1933; Ceciliolemuridae Weigelt 1933]
  - Gênero † Asiadidelphis  Gabunia, Shevyreva & Gabunia 1990
  - Gênero † Garadelphys  [ Garatherium  Crochê 1984]
  - Gênero † Golerdelphys  Williamson & Lofgren 2014
  - Gênero † Entomacodon  Março 1872 [ Centracodon  Março 1872]
  - Gênero † Maastrichtidelphys  Martin et al. 2005
  - Gênero † Nortedelphys  Case, Goin & Woodburne 2005
  - Gênero † Rumiodon  Goin & Candela 2004
- Família † Hondadelphidae Marshall, Case & Woodburne 1990
  - Gênero † Hondadelphys  Marshall 1976

#### Metateria basal
- Gênero † Aenigmadelphys  Cifelli & Johanson 1994
- Gênero † Archaeonothos  Beck 2015
- Gênero † Duquettichnus  Sarjeant & Thulborn 1986 {Marsupialipida} [vestígios fósseis]
- Gênero † Ghamidtherium  Sánches-Villagra et al. 2007
- Gênero † Kasserinotherium  Crochê 1989
- Gênero † Palangania  Goin et al. 1998
- Gênero † Perrodelphys  Goin et al. 1999
- Família † Numbigilgidae Beck et al. 2008
  - Gênero † Numbigilga  Beck et al. 2008

#### Ameridélfiaassentoincerto
- Gênero † Adelodelphys  Cifelli 2004
- Gênero † Apistodon  Davis 2007
- Gênero † Cocatherium  Goin et al. 2006
- Gênero † Iugomortiferum  Cifelli 1990b
- Gênero † Marambiotherium  Goin et al. 1999
- Gênero † Pascualdelphys fierroensis
- Gênero † Progarzonia  Ameghino 1904
- Gênero † Protalphadon  Cifelli 1990
- Gênero † Sinbadelphys  Cifelli 2004

#### Ordem †Protodélfia
- Família † Holoclemensiidae Alpin & Archer 1987
  - Gênero † Holoclemensia  Abate 1968 [ Clemensia  Abate 1968 não Packard 1864;  Comanchea  Jacobs, Winkler & Murry 1989]

#### Ordem †Deltatroide
- Gênero † Atokatheridium  Kielan-Jaworowska & Cifelli 2001
- Gênero † Khuduklestes  Nesov, Sigogneau-Russell & Russell 1994
- Família † Deltatheridiidae Gregory & Simpson 1926 [Nanocuridae Fox, Scott & Bryant 2007; Sulestinae Nessov 1985]
  - Gênero † Hydotherium  Gregory & Simpson 1926
  - Gênero † Lotheridium  Bi et al. 2015
  - Gênero † Nanocuris  Fox, Scott & Bryant 2007
  - Gênero † Prodeltitheridium  Trofimov 1984
  - Gênero † Oklatheridium  Davis, Cifelli & Kielan-Jaworowska 2008
  - Gênero † Oxlestes  Nesov 1982
  - Gênero † Deltatheridium  Gregory & Simpson 1926
  - Gênero † Sulestes  Nesov 1985 [ Deltatherus  Nesov 1997;  Marsasia  Nesov 1997]
  - Gênero † Tsagandelta  Rougier, Davis & Novacek 2015
  - Gênero † Deltatheroides  Gregory & Simpson 1926

#### Ordem †Ásiadélfia
- Família † Asiatheriidae Trofimov & Szalay 1994 [Asiadelphidae Trofimov & Szalay 1994]
  - Gênero † Kokopellia  Cifelli 1993
  - Gênero † Asiatherium  Trofimov & Szalay 1994 [Asiatherium Trofimov & Cuny 1993 (nome nudum)]

#### Ordem †Alphadontia
- Família † Alphadontidae Marshall, Case & Woodburne 1990
  - Gênero † Eoalphadon  Eaton 2009
  - Gênero † Albertatherium  Fox 1971
  - Gênero † Alphadon  Simpson 1927
- Família † Pediomyidae Simpson 1927 [Aquiladelphidae Davis 2007]
  - Gênero † Monodelphopsis  de Paula Couto 1952 [? microbiotheriid (Marshall et al. 1990)]
  - Gênero † Protolambda  Osborn 1898 [ Synconodon  Osborn 1898]
  - Gênero † Leptalestes  Davis 2007
  - Gênero † Aquiladelphis  Fox 1971
  - Gênero † Pediomys  Março de 1889
- Família † Stagodontidae Marsh 1889 sensu McKenna & Bell 1997
  - Gênero † Boreodon  Lambe 1902 (nomen dubium)
  - Gênero † Pariadens  Cifelli & Eaton 1987
  - Gênero † Delphodon  Simpson 1927
  - Gênero † Eodelphis  Mateus 1916
  - Gênero † Didelphodon  Marsh 1889 [ Diaphorodon  Archer 1869;  Stagodon  Marsh 1889;  [ [Thlaeodon]]  Cope 1892;  Ectoconodon  Osborn 1898;  Didelphops  Marsh 1889]

#### Ordem †Os Simpsons
- Gênero † Hondonadia  Goin & Candela 1998
- Superfamília † Caroloameghinioidea Ameghino 1901 sensu Marshall 1987
  - Gênero † Hatcheritherium  Case, Goin & Woodburne 2005
  - Família † Chulpasiidae Sigé et al. 2009
    - Gênero † Chulpasia  Crochê & Sigé 1993

  - Família † Glasbiidae Clemens 1966 sensu Archer 1984
    - Gênero † Glasbius  Clemens 1966

  - Família † Caroloameghiidae Ameghino 1901
    - Gênero † Procaroloameghinia  Marshall 1982
    - Gênero † Robertbutleria  Marshall 1987
    - Gênero † Caroloameghinia  Ameghino 1901
- Superfamília † Argyrolagoidea Ameghino 1904 sensu Simpson 1970
  - Família † Gashterniidae Marshall 1987
    - Gênero † Gashternia  Simpson 1935

  - Família † Argyrolagidae Ameghino 1904 [Microtragulidae Reig 1955]
    - Gênero † Proargyrolagus  Wolff 1984
    - Gênero † Hondalagus  Villarroel & Marshall 1988
    - Gênero † Argyrolagus  Ameghino 1904 [ Microtragulus  Ameghino 1904 McKenna & Bell 1997]
    - Gênero † Microtragulus  Ameghino 1904 [ Argyrolagus  Ameghino 1904 sensu McKenna & Bell 1997]

#### Ordem †Compromisso
- Família † Peradectidae Crochê 1979
  - Gênero † Armintodelphys  Krishtalka & Stucky 1983
  - Gênero † Indodelphis  Bajpai et al. 2005
  - Gênero † Mimoperadectes  Bown & Rose 1979
  - Gênero † Nanodelphys  McGrew 1937  Didelphidectes  Hough 1961
  - Gênero † Alloeodectes  Russell 1984
  - Gênero † Sinoperadectes  Storch & Qui 2002
  - Gênero † Siamoperadectes  Ducrocq et al. 1992
  - Gênero † Peradectes  Matthew & Granger 1921 [ Thylacodon  Matthew & Granger 1921]

#### Ordem †Sparassodonta
- Gênero † Dukecynus  Indo em 1997
- Gênero † Pseudonotictis  Marschall 1981
- Gênero † Sallacyon  Villarroel & Marshall 1982 [ Andinogale  Hoffstetter & Petter 1983]
- Família † Mayulestidae de Muizon 1994
  - Gênero † Mayulestes  de Muizon 1994
  - Gênero † Allqokirus  Marshall & de Muizon 1988
- Família † Proborhyaenidae Ameghino 1897 [Arminiheringiidae Ameghino 1902]
  - Gênero † Arminiheringia  Ameghino 1902 [ Dilestes  Ameghino 1902]
  - Gênero † Callistoe  Babot, Powell & Muizon 2002
  - Gênero † Paraborhyaena  Hoffstetter & Petter 1983
  - Gênero † Proborhyaena  Ameghino 1897
- Família † Prothylacinidae Ameghino 1894
  - Gênero † Pseudothylacinus  Ameghino 1902
  - Gênero † Prothylacynus  Ameghino 1891 [ Prothylacocyon  Winge 1923;  Napodonictis  Ameghino 1894]
  - Gênero † Lycopsis  Cabrera 1927
  - Gênero † Stylocynus  Mercerat 1917
  - Gênero † Pseudolycopsis  Marshall 1976
- Família † Thylacosmilidae Riggs 1933 sensu Marshall 1976
  - Gênero † Achlysictis  Ameghino 1891
  - Gênero † Anachlysictis  Indo 1997
  - Gênero † Patagosmilus  Forasiepi & Carlini 2010
  - Gênero † Hyaenodontops  Ameghino 1908 [? Thylacosmilus  Riggs 1933]
  - Gênero † Notosmilus  Kraglievich 1960 [? Thylacosmilus  Riggs 1933]
  - Gênero † Thylacosmilus  Riggs 1933 [? Notosmilus  Kraglievich 1960;? Hyaenodontops  Ameghino 1908;  Achlysictis  Ameghino 1891;  Acrohyaenodon  Ameghino 1904]
- Família † Hathliacynidae Ameghino 1894 [Cladictidae Winge 1923; Cladosictidae Cabreta 1927; Cladosictinae Cabrera 1927; Acyonidae Ameghino 1889; Amphiproviverridae Ameghino 1894]
  - Gênero † Patene  Simpson 1935 [ Ischyrodelphis  de Paula Couto 1952]
  - Gênero † Palaeocladosictis  de Paula Couto 1961
  - Gênero † Procladosictis  Ameghino 1902
  - Gênero † Contrerascynus  Mones 2014 [ Simpsonia  Contreras 1990 não]
  - Gênero † Pseudocladosictis  Ameghino 1902
  - Gênero † Notogale  Loomis 1914
  - Gênero † Cladosictis  Ameghino 1887 [ Amphithereutes  Ameghino 1935; ' ' Agustylus ' ' Ameghino 1887;  Hathliacynus  Ameghino 1887;  Ictioborus  Ameghino 1891;  [ [ Anatherium]]  Ameghino 1887;  Acyon  Ameghino 1887]
  - Gênero † Sipalocion  Ameghino 1887 [ Thylacodictis  Mercerat 1891;  Amphiproviverra   Ameghino 1891;  [ [Protoproviverra]]  Ameghino 1891 não Lemoine 1891;  Perathereutes  Ameghino 1891]
  - Gênero † Chasicostylus  Reig 1957
  - Gênero † Notictis  Ameghino 1889
  - Gênero † Notocynus  Mercerat 1891
  - Gênero † Borhyaenidium  Pascual & Bocchino 1963 [Pascual & Ringuelet 1963]
- Família † Borhyaenidae Ameghino 1894 [Sparassodontidae Roger 1896; Conodonictidae Ameghino 1935] ()
  - Gênero † Nemolestes  Ameghino 1902
  - Gênero † Argyrolestes  Ameghino 1902
  - Gênero † Angelocabrerus  Simpson 1970
  - Gênero † Australohyaena  Forasiepi, Babot & Zimicz 2014
  - Gênero † Fredszalaya  Shockey & Anaya 2008
  - Gênero † Pharsophorus  Ameghino 1897 [ Plesiofelis  Roth 1903]
  - Gênero † Borhyaena  Ameghino 1887 [ Arctodictis  Mercerat 1891;  Conodonictis  Ameghino 1891;  Dynamictis  Ameghino 1891;  Pseudoborhyaena  Ameghino 1902]
  - Gênero † Acrocyon  Ameghino 1887
  - Gênero † Eutemnodus  Bravard 1858 [Eutemnodus Burmeister 1885;  Apera  Ameghino 1886 não Adanson 1763;  Entemnodus  Trouessant 1885]
  - Gênero † Parahyaenodon  Ameghino 1904

#### OrdemDidelfimorfia
- Família † Derorhynchidae Marshall 1987
  - Gênero † Minusculodelphis  de Paula Couto 1962
  - Gênero † Derorhynchus  de Paula Couto 1952
- Família † Sparassocynidae Reig 1958 sensu Archer 1984
  - Gênero † Sparassocynus  Mercerat 1898 [ Perazoyphium  Cebrera 1928]
- Família Didelphidae Gray 1821 (gambás americanos)
  - Gênero † Incadelphys  Marshall & de Muizon 1988
  - Gênero † Coona  Simpson 1938
  - Gênero † Sairadelphys  Oliveira et al. 2011
  - Subfamília † Eobrasiliinae Marshall 1987
    - Gênero † Tiulordia  Marshall & de Muizon 1988
    - Gênero † Eobrasilia  Simpson 1947
    - Gênero † Gaylordia  de Paula Couto 1952 [ Xenodelphis  de Paula Couto 1962]
    - Gênero † Didelphopsis  por Paula Couto 1952

  - Subfamília Didelphinae Grey 1821
    - Tribo Didelphini Cinza 1821
      - Gênero † Hyperdidelphys  Ameghino 1904 [ Paradidelphys  Ameghino 1904;  Cladodidelphys  Ameghino 1904]
      - Gênero † Thylophorops  Reig 1952

    - Tribo Marmosini Hershkovitz 1992 [Monodelphinae Talice, de Mosera & Machado 1960 nomen nudum sensu Hershkovitz; Monodelphini Talice, de Mosera & Machado 1960 nomen nudum sensu McKenna & Bell 1997]
      - Subtribo † Zygolestina Marshall 1982
        - Gênero † Zygolestes  Ameghino 1898

      - Subtribo Monodelphina Talice, de Mosera & Machado 1960 [Marmosidae Hershkovitz 1992; Lestodelphyinae Hershkovitz 1992]
        - Gênero † Thylatheridium  Reig 1952

#### OrdemPaucituberculata

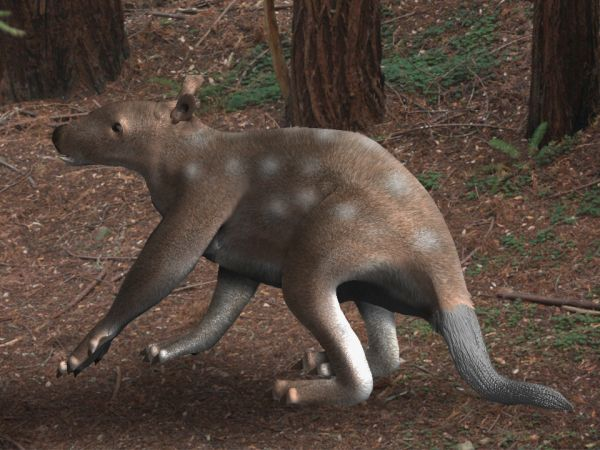
Ekaltadeta

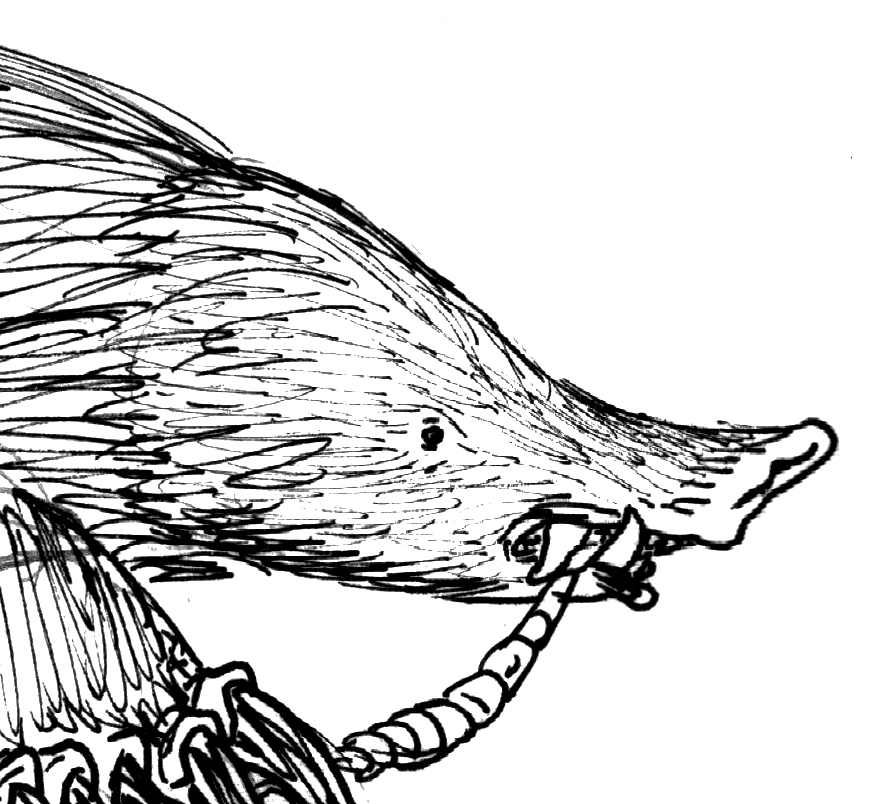
Necrolestes

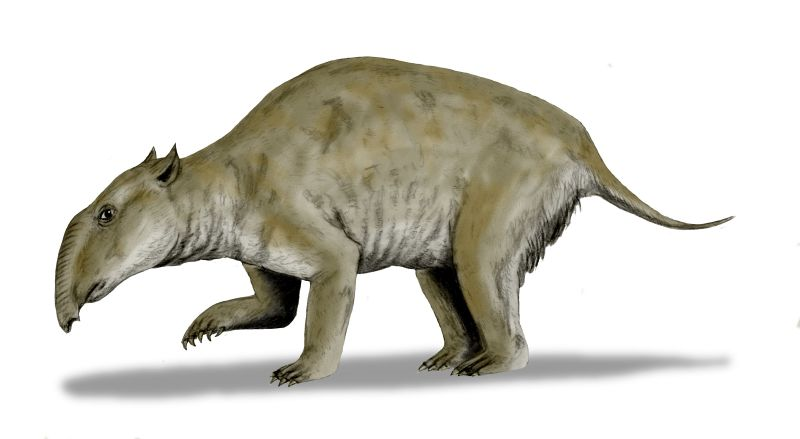
Palorchestes

- Gênero † Bardalestes  Goin et al. 2009 [ Dracolestes  Goin et al. 2009 nomen nudum
- Gênero †Evolestes Goin et al. 2007
- Superfamília Caenolestoidea Trouessant 1898 sensu Osborn 1910 [Palaeothentoidea Goin et al. 2009]
  - Gênero †Rioleste Goin et al. 2009
  - Gênero † Carolopaulacoutoia  McKenna & Bell 1997 [ Sternbergia  de Paula Couto 1970 não Jordan & Gilbert 1925 ]
  - Família † Palaeothentidae Sinclair 1906 [Epanorthidae Ameghino 1889; Decastidae Ameghino 1893]
    - Gênero †Antawallatentes Rincón et al. 2015
    - Gênero † Hondathentes  Dumont & Bown 1997 [Hondathentes Dumont & Bown 1993 nomen nudum]
    - Gênero †Sasawatsu Goin e Candela 2004
    - Subfamília † AcdestinaeArco e Flecha 1993
      - Gênero †Acdestoides Arco e Flecha 1993
      - Gênero †Acdestodon Arco e Flecha 1993
      - Gênero †Trelewthentes Arco & Pulga 1993
      - Gênero † Acdestis  Ameghino 1887 [ Dipilus  Ameghino 1890;  Decastis  Ameghino 1891;  Callomenus  Ameghino 1891]

    - Subfamília † PaleotentinaeSinclair 1906
      - Gênero † Palaeothentes  Ameghino 1887 [ Epanorthus  Ameghino 1889;  [ [Essoprion]]  Ameghino 1891;  [[ Halmadromus] ]  Ameghino 1891;  Halmaselus  Ameghino 1891;  Metriodromus  Ameghino 1894;  Metaepanorthus  Ameghino 1894;  Paraepanorthus  Ameghino 1894;  Prepanorthus  Ameghino 1894;  Cladoclinus  Ameghino 1894;  Palaepanorthus  Ameghino 1902]
      - Gênero † Titanothentes  Rae, Bown & Fleagle 1996
      - Gênero † Pilchenia  Ameghino 1903
      - Gênero † Carlothentes  Bown & Fleagle 1993
      - Gênero † Propalaeothentes  Bown & Fleagle 1993

  - Família † Abderitidae Ameghino 1889
    - Gênero † Pitheculites  Ameghino 1902 [ Eomannodon  Ameghino 1902b;  Micrabderites  Simpson 1932]
    - Gênero † Abderites  Ameghino 1887 [ Homunculites  Ameghino 1902; Homunculites Ameghino 1901 nomen nudum]

  - Família Caenolestidae Trouessant 1898 Garzoniidae Ameghino 1890] (gambás musaranhos)
    - Gênero † Fieratherium  Forasiepi et al. 2013
    - Gênero † Perulestes  Goin & Candela 2004
    - Subfamília † Pichipilinae Marshall 1980 sensu McKenna & Bell 1997
      - Gênero † Pichipilus  Ameghino 1890
      - Gênero † Phonocdromus  Ameghino 1894
      - Gênero † Pliolestes  Reig 1955

    - Subfamília Caenolestinae Trouessant 1898
      - Gênero † Pseudhalmarhiphus  Ameghino 1903
      - Gênero † Stilotherium  Ameghino 1887 [ Garzonia  Ameghino 1891;   Halmatorhiphus  Winge 1923;  Parhalmarhiphus   Ameghino 1894;  Halmarhiphus  Ameghino 1891]

#### Ordem †Polidolopimorfia
- Família † Protodidelphidae Marshall 1987
  - Gênero † Carolocoutoia  Goin, Oliveira & Candela 1998
  - Gênero † Bobbschaefferia  de Paula Couto 1970 [ Schaefferia  Paula Couto 1952 não Absolon 1900 não Houbert 1918;  Depaulacoutonia  Kretzoi & Kretzoi 2000]
  - Gênero † Zeusdelphys  Marshall 1982
  - Gênero † Periprotodidelphis  Oliveira & Goin 2011
  - Gênero † Protodidelphis  de Paula Couto 1952 [ Robertbutleria  Marshall 1987]
  - Gênero † Guggenheimia  de Paula Couto 1952
  - Gênero † Reigia  Páscoa 1983
- Superfamília † Polydolopoidea Ameghino 1897 sensu Clemens & Marshall 1976
  - Gênero † Rosendolops  Goin & Candela 1996
  - Gênero † Ectocentrocristus  Rigby & Wolberg 1987 sensu Case, Goin & Woodburne 2005
  - Família † Sillustaniidae Crochet & Sigé 1996
    - Gênero † Sillustania  Crochet & Sigé 1996

  - Família † Bonapartheriidae Pascual 1980 [Epidolopinae Pascual & Bond 1981 não Marshall 1982]
    - Gênero † Epidolops  de Paula Couto 1952 sensu Goin & al 2003
    - Gênero † Bonapartherium  Páscoa 1980

  - Família † Prepidolopidae Pascual 1980
    - Gênero † Prepidolops  Pascual 1980
    - Gênero † Wamradolops  Goin & Candela 2004
    - Gênero † Incadolops  Goin & Candela 2004

  - Família † Polydolopidae Ameghino 1897 [Promysopidae Ameghino 1902]
    - Gênero † Roberthoffstetteria  Marshall, de Muizon & Sigé 1983 sensu Goin & al 2003
    - Subfamília Parabderitinae Marshall 1980 sensu McKenna & Bell 1997
      - Gênero † Parabderites  Ameghino 1902 [ Tideus  Ameghino 1890 não Koch 1837;  Mannodon  Ameghino 1893]

    - Subfamília Polydolopinae Ameghino 1897 sensu Pascual & Bond 1981
      - Gênero † Polydolops  Ameghino 1897 [ Pliodolops  Ameghino 1902; ' ' Orthodolops  Ameghino 1903;  [ [Anissodolops] ]  Ameghino 1903;  Archaeodolops  Ameghino 1903;  [ [ Antarctodolops]]  Woodburne & Zinsmeister 1984]
      - Gênero † Amphidolops  Ameghino 1902 [ Anadolops  Ameghino 1903;  Seumadia  Simpson 1935]
      - Gênero † Eudolops  Ameghino 1902 [ Promysops  Ameghino 1902;  Propolymastodon  Ameghin 1903]
      - Gênero † Pseudolops  Ameghino 1902
      - Gênero † Eurydolops  Case, Woodburne & Chaney 1988

#### Ordem †Yalkaparidôntia
- Família † Yalkaparidontidae Archer, Hand & Godthelp 1988
  - Gênero † Yalkaparidon  Archer, Hand & Godthelp 1988 [Thingodonta; Yalkaperidon (sic)]

#### OrdemNotoryctemorphia
- Família Notoryctidae Ogilby 1892 (toupeiras marsupiais)
  - Gênero † Naraboryctes  Archer et al. 2010

#### OrdemDasyuromorfia
- Gênero † Mayigriphus  Wroe 1997b
- Gênero † Joculosium  Wroe 1999b
- Família Thylacinidae Bonaparte 1838 (lobos marsupiais)
  - Gênero † Maximucinus  Escrito em 2001
  - Gênero † Muribacinus  Escrito em 1996
  - Gênero † Mutpuracinus  Murray & Megirian 2000
  - Gênero † Badjcinus  Muirhead & Wroe 1998
  - Gênero † Nimbacinus  Muirhead & Archer 1990
  - Gênero † Ngamalacinus  Muirhead 1997
  - Gênero † Wabulacinus  Muirhead 1997
  - Gênero † Tyarrpecinus  Murray & Megirian 2000
  - Gênero † Thylacinus  Temminck 1827 [ Paracyon  Gray 1842; Paracyon Gray 1827 nome nudum;  Peracyon  Gray 1825 nome nudum;  Peralopex  Gloger 1841;  Lycaon  (sic) Wagler 1830 não Brookes 1827]
- Família Dasyuridae Goldfuss 1820 (camundongos marsupiais e aliados)
  - Gênero † Archerium  Wroe & Mackness 2000
  - Gênero † Ganbulanyi  Escrito em 1998
  - Gênero † Glaucodon  Stirton 1957
  - Subfamília † Barinyainae Wroe 1999
    - Gênero † Barinya  Escrito em 1999

  - Subfamília Dasyurinae Goldfuss 1820
    - Tribo Dasyurini Goldfuss 1820 [Phascolosoricinae Archer 1982; Parantechini Archer 1982]
      - Gênero † Wakamatha  Archer & Rich 1979
      - Gênero † Dasylurinja  Archer 1982 [McKenna & Bell 1997]
      - Gênero † Ankotarinja  Archer 1976 [Archer 1982]
      - Gênero † Keeuna  Archer 1976

#### OrdemPeramelemorfia
- Gênero † Crash  Travouillon et al. 2014
- Gênero † Kutjamarcoot  Chamberlain et al. 2016
- Gênero † Thylacotinga  Archer, Godthelp & Hand 1993
- Superfamília † Yaraloidea Muirhead 2000
  - Família † Yaralidae Muirhead 2000
    - Gênero † Yarala  Muirhead & Filan 1995
- Superfamília Perameloidea Gray 1825 sensu Waterhouse 1838
  - Gênero † Galadi  Travouillon et al. 2010
  - Gênero † Bulungu  Gurovichet al. 2013
  - Gênero † Madju  Travouillon et al. 2015
  - Família Thylacomyidae Archer & Kirsch 1977 (bandicoots/bilbies de orelhas de coelho)
    - Gênero † Ischnodon  Stirton 1955
    - Gênero † Liyamayi  Travouillon et al. 2014

  - Família Peramelidae Gray 1825 (bandicoots australianos)
  - Família † Chaeropodidae Gill 1872 (bandicoots de pés de porco)
    - Gênero † Chaeropus  Ogilby 1838

  - Família Peroryctidae Archer et al. 1989 (bandicoots da Nova Guiné)

#### OrdemMicrobioteria
- Família Woodburnodontidae Goin et al. 2007
  - Gênero † Woodburnodon  Goin et al. 2007
- Família Microbiotheriidae Ameghino 1887 [Clenialitidae Ameghino1909; Mirandatheriinae Szalay 1994] (Monito del Monte)
  - Gênero † Khasia  Marshall & de Muizon 1988
  - Gênero † Mirandatherium  Paula Couto 1952 [ Mirandaia  Paula Couto 1952 não Travassos 1937]
  - Gênero † Microbiotherium  Ameghino 1887 [ Stylognathus  Ameghino 1891; ' ' Eodidelphys ' ' Ameghino 1891;  Prodidelphys  Ameghino 1891;  Hadrorhynchus  Ameghino 1891;  Proteodidelphys  Ameghino 1898;  Oligobiotherium  Ameghino 1902;  Clenia  Ameghino 1904;  Clenialites  Ameghino 1906;  Microbiotheridion  Ringuelet 1953]
  - Gênero † Eomicrobiotherium  Marshall 1982
  - Gênero † Ideodelphys  Ameghino 1902 [ Ideodidelphys  Schlosser 1923]
  - Gênero † Kirutherium  Goin & Candela 2004
  - Gênero † Pachybiotherium  Ameghino 1902
  - Gênero † Pitheculus  Ameghino 1894

#### EncomendeDiprotodontia
[[Imagem:Diprotodon.jpg|thumb| Diprotodon 
- Gênero † Brachalletes  de Vis 1883
- Gênero † Koalemus  de Vis 1889
- Gênero † Sthenomerus  de Vis 1883
- Gênero † Nimbadon  Hand et al. 1993
- Família † Palorchestidae Tate 1948
  - Gênero † Propalorchestes  Murray 1986
  - Gênero † Ngapakaldia  Stirton 1967
  - Gênero † Palorchestes  Owen 1874 [Palorchestes Owen 1873 nomen nudum]
  - Gênero † Pitikantia  Stirton 1967
- Família † Wynyardiidae Osgood 1921
  - Gênero † Wynyardia  Spencer 1901
  - Gênero † Muramura  Compromisso 1987
  - Gênero † Namilamadeta  Rich & Archer 1979 [Wombaroo]
- Família † Thylacoleonidae Gill 1872 (leões marsupiais)
  - Gênero † Priscileo  Rauscher 1987
  - Gênero † Thylacoleo  Owen 1848 [ Thylacoleon  Winge 1893;  Schizodon  Stutchbury 1853 não Agassiz 1829 não Waterhouse 1842;  Plectodon  Krefft 1870;  Prochaeris  De Vis 1886;  Thylacopardus  Owen 1888]
  - Gênero † Wakaleo  Clemens & Plane 1974
- Subordem Vombatiformes 
  - Superfamília Phascolarctoidea Woodburne 1984
    - Família Phascolarctidae Owen 1839 [Koalidae Burnett 1830]
      - Gênero † Cundokoala  Compromisso 1992b
      - Gênero † Nimiokoala  Black & Archer 1997
      - Gênero † Perikoala  Stirton 1957
      - Gênero † Madakoala  Woodburne et al. 1987
      - Gênero † Litokoala  Stirton, Tedford & Woodburne 1967
      - Gênero † Koobor  Archer 1976

  - Superfamília Vombatoidea Burnett 1830
    - Família † Ilariidae Tedford & Woodburne 1987
      - Gênero † Kuterintja  Compromisso 1987
      - Gênero † Ilaria  Tedford & Woodburne 1987

    - Família Vombatidae Burnett 1830 [Phascolomidae Gray 1821; Phascolomyidae Owen 1839] (vombates)
      - Gênero † Nimbavombatus  Brewer et al. 2015
      - Gênero † Phascolonus  Owen 1827 [ Sceparnodon  Ramsay 1881 não Ramsay 1880] (vombate gigante)
      - Gênero † Ramsayia  Tate 1951
      - Gênero † Rhizophascolonus  Stirton, Tedford & Woodburne 1967
      - Gênero † Sedophascolomys  Louys 2015
      - Gênero † Warendja  Hope & Wilkinson 1982

    - Família † Diprotodontidae Gill 1872 [Nototheriidae Lydekker 1887]
      - Gênero † Bematherium  Tedford 1967
      - Gênero † Pyramios  Woodburne 1967
      - Gênero † Nototherium  Owen 1845
      - Gênero † Meniscolophus  Stirton 1955
      - Gênero † Euryzygoma  Longman 1921
      - Gênero † Diprotodon  Owen 1838 [ Diarcodon  Stephenson 1963]
      - Gênero † Euowenia  de Vis 1891 [ Owenia  de Vis 1888 não Presch 1847 não Delle Chiaje 1841]
      - Gênero † Stenomerus  de Vis 1907
- Subordem Phalangeriformes  Szalay 1982
  - Família Burramyidae Broom 1898 (gambá pigmeu)
  - Família Phalangeridae Thomas 1888 (cuscuses e aliados)
  - Família † Pilkipildridae Archer, Tedford & Rich 1987
    - Gênero † Djilgaringa  Archer, Tedford & Rich 1987
    - Gênero † Pilkipildra  Archer, Tedford & Rich 1987

  - Família † Ektopodontidae Stirton, Tedford & Woodburne 1967
    - Gênero † Chunia  Woodburne & Clemens 1986
    - Gênero † Darcius  Rico 1986
    - Gênero † Ektopodon  Stirton, Tedford & Woodburne 1967

  - Família † Miralinidae Woodburn, Pledge & Archer 1987
    - Subfamília † Durudawirinae Crosby & Archer 2000
      - Gênero † Durudawirini  Crosby & Archer 2000

    - Subfamília † Miralininae Woodburn, Pledge & Archer 1987 sensu Crosby & Archer 2000
      - Gênero † Barguru  Schwartz 2006
      - Gênero † Miralina  Woodburn, Pledge & Archer 1987
- Subordem Macropodiformes 
  - Superfamília Petauroidea
    - Família Pseudocheiridae
      - Gênero † Paljara  Woodburne, Tedford & Archer 1987
      - Gênero † Pildra  Woodburne, Tedford & Archer 1987
      - Gênero † Marlu  Woodburne, Tedford & Archer 1987
      - Gênero † Pseudokoala  Turnbull & Lundelius 1970

  - Superfamília Macropodoidea Szalay 1987
    - Gênero † Ekaltadeta  Archer & Flannery 1985
    - Gênero † Galanarla  Flannery, Archer & Plane 1983
    - Gênero † Nowidgee  Cooke 1997
    - Gênero † Purtia   Caso 1984
    - Gênero † Wakiewakie  Woodburne 1984
    - Família † Palaeopotoroinae Flannery & Rich 1986
      - Gênero † Palaeopotorous  Flannery & Rich 1986

    - Família † Balbaridae Flannery, Archer & Plane 1983 sensu Kear et al. 2007
      - Gênero † Nambaroo  Kear et al. 2007
      - Gênero † Wururoo  Cooke 1997
      - Gênero † Ganawamaya  Cooke 1992
      - Gênero † Balbaroo  Flannery, Archer & Plane 1983

    - Família Hypsiprymnodontidae Collett 1887 sensu Kear et al. 2007 [Pleopodidae Owen 1878] (canguru rato almiscarado)
      - Gênero † Jackmahoneya  Passeio 1993
      - Gênero † Propleopus  Longman 1924 [ Triclis  de Vis 1888 não Loew 1851]

    - Família Potoroidae Gray 1821 [Bettongiinae Bensley 1903; Propleopodidae Archer & Flannery 1985] (cangurus-rato)
      - Gênero † Gumardee  Flannery, Archer & Plane 1983
      - Gênero † Milliyowi  Flannery et al. 1992
      - Gênero † Dorcopsoides  Woodburne 1967
      - Gênero † Kurrabi  Flannery & Archer 1984
      - Gênero † Watutia  Flannery & Hoch 1989

    - Família Macropodidae Gray 1821 sensu Kear et al. 2007 [Halmaturidae Bonaparte 1831; Kangaroidae Gray 1858] (cangurus e aliados)
      - Gênero † Ganguroo  Kean, Archer & Flannery 2001
      - Gênero † Wabularoo  Archer 1979
      - Subfamília † Bulungamayinae Flannery, Archer & Plane 1983
        - Gênero † Bulungamaya  Flannery, Archer & Plane 1983
        - Gênero † Cookeroo  Butler et al. 2016

      - Subfamília † Sthenurinae Glauert 1926
        - Tribo Hadronomini
          - Gênero † Hadronomas  Woodburne 1967

        - Tribo Sthenurini Szalay 1994
          - Gênero † Eosthenurus 
          - Gênero † Sthenurus  Owen 1874a
          - Gênero † Metasthenurus  Prideaux 2004
          - Gênero † Archaeosimos  Prideaux 2004
          - Gênero † Simosthenurus  Tedford 1966
          - Gênero † Procoptodon  Owen 1874b [ Pachysiagon  Owen 1874; Pachysiagon Owen 1873 nomen nudum;  Simosthenurus  Tedford 1966]

      - Subfamília Macropodinae Gray 1821 [Protemnodontinae De Vis 1883]
        - Gênero † Prionotemnus  Stirton 1955
        - Gênero † Congruus  McNamara 1994
        - Gênero † Synaptodon  de Vis 1889 [ Synaptodus  Lydekker 1890]
        - Gênero † Fissuridon  Bartholomai 1973
        - Tribo Lagostrophini
          - Gênero † Protemnodon  Owen 1873
          - Gênero † Troposodon  Bartholomai 1967

        - Tribo Macropodini Gray 1821 [Halmaturini Goldfuss 1820]
          - Gênero † Baringa  Flannery & Hahn 1984
          - Gênero † Bohra  Flannery & Szalay 1982

### InfraclassEuteria

#### Eutéria basal
- Gênero † Beleutinus  Bazhanov 1972 [nomen dubium] [?zalambdalestid ou deltatheroid?]
- Gênero † Cretasorex  Nesov & Gureyev 1981 [nomen dubium]
- Gênero † Eodesmatodon  Zheng & Chi 1978
- Gênero † Eutrochodon  Roth 1903
- Gênero † Helioseus  Sudre 1979
- Gênero † Horolodectes  Scott, Webb & Fox 2006
- Gênero † Hyotheridium  Gregory & Simpson 1926
- Gênero † Idiogenomys  Ostrander 1983
- Gênero † Neodesmostylus  Khomenko 1928
- Gênero † Obtususdon  Xu 1977
- Gênero † Prozalambdalestes
- Gênero † Sazlestes  Nesov 1997
- Gênero † Telacodon  Março de 1892 [? Leptictida]
- Gênero † Tingamarra  Godthelp et al. 1992
- Gênero † Wanotherium  Tang & Yan 1976
- Gênero † Veratalpa  Ameghino 1905 [?roedor, é baseado em um astrágalo (Hutchison 1974)]

#### Eutéria de sede incerta
- Gênero † Acristatherium  Hu et al. 2009
- Gênero † Juramaia  Luo et al. 2011
- Gênero † Eomaia  Ji et al. 2002
- Gênero † Prokennalestes  Kielan-Jaworowska & Dashzeveg 1989
- Gênero † Murtoilestes  Averianov & Skutschas 2001
- Gênero † Bobolestes  Nesov 1985 [ Otlestes  Nesov 1985]
- Gênero † Montanalestes  Cifelli 2000
- Gênero † Eozhelestes  Nesov 1997
- Gênero † Paranyctoides  Fox 1979 sensu Averianov & Archibald 2013 [ Sailestes  Nesov 1982]
- Gênero † Bulaklestes  Nesov 1985
- Gênero † Uchkudukodon  Archibald & Averianov 2006
- Gênero † Daulestes  Trofimov & Nesov 1979
- Gênero † Maelestes
- Família † Kulbeckiidae Nesov 1993
  - Gênero † Kulbeckia  Nesov 1993
- Família † Ocepeiidae Gheerbrant et al. 2014
  - Gênero † Ocepeia  Gheerbrant & Sudre 2001
- Família † Zalambdalestidae Gregory & Simpson 1926
  - Gênero † Anchilestes  Qiu & Li 1977 [?Esthonychidae]
  - Gênero † Zhangolestes  Zan et al. 2006
  - Gênero † Alymlestes  Averianov & Nesov 1995
  - Gênero † Barunlestes  Kielan-Jaworowska 1975
  - Gênero † Zalambdalestes  Gregory & Simpson 1926

#### BasalUngulatomorpha
- Gênero † Borisodon  Archibald & Averianov 2011
- Gênero † Mistralestes  Tabuce et al. 2013
- Gênero † Sheikhdzheilia  Averianov & Archibald 2005
- Gênero † Sorlestes  Nesov 1985
- Família † Lainodontinae Gheerbrant & Astibia 2012
  - Gênero † Valentinella  Tabuce, Vianey-Liaud & Garcia 2004
  - Gênero † Labes  Buscalioni et al. 1992
  - Gênero † Lainodon  Gheerbrant & Astibia 1994

#### Ordem †Asioryctitheria
- Gênero † Sasayamamylos  Kusuhashi et al. 2013
- Família † Kennalestidae Kielan-Jaworowska 1981
  - Gênero † Kennalestes  Kielan-Jaworowska 1969
- Família † Asioryctitheriidae Szalay 1977 (nomen nudum) [Asioryctidae Kielan-Jaworowska 1981]
  - Gênero † Ukhaatherium  Novacek et al. 1997
  - Gênero † Asioryctes  Kielan-Jaworowska 1975

#### Ordem †Didelfodonte
- Gênero † Ilerdoryctes  Marandat 1989
- Gênero † Naranius  Russell & Dashzeveg 1986
- Gênero † Paleotomus  Van Valen 1967 [Niphredil Van Valen 1978] [?palaeoryctid; Pantolestidae]
- Gênero † Puercolestes  Reynolds 1936
- Gênero † Suratilestes  Bajpai et al. 2005
- Gênero † Tinerhodon  Gheerbrant 1995 [?Hyaenodontidae]
- Família † Didelphodontidae Matthew 1918 [?palaeoryctid]
  - Gênero † Didelphodus  Cope 1882b [ Didelphyodus  Winge 1923;  Phenacops  Matthew 1909]
  - Gênero † Tio  Van Valen 1966
  - Gênero † Acmeodon  Matthew & Granger 1921
  - Gênero † Gelastops  Simpson 1935d [ Emperodon  Simpson 1935d]
- Família † Cimolestidae Março de 1889
  - Gênero † Alveugena  Eberle 1999
  - Gênero † Maelestes  Wible et al. 2007
  - Gênero † Betonnia  Williamson, Weil & Standhardt 2011
  - Gênero † Chacopterygus  Williamson, Weil & Standhardt 2011
  - Gênero † Altacreodus  Fox 2015
  - Gênero † Ambilestes  Fox 2015
  - Gênero † Scollardius  Fox 2015
  - Gênero † Gallolestes  Lillegraven 1976 [zhelestid?; Tempo léptico?]
  - Gênero † Procerberus  Sloan & Van Valen 1965
  - Gênero † Telacodon  Março de 1892
  - Gênero † Cimolestes  Marsh 1889 [ Nyssodon  Simpson 1927;  Puercolestes  Reynolds 1936]

#### Ordem †Ptolemaida
- Família † Kelbidae Cote et al. 2007
  - Gênero † Cão  Savage 1965 [ Kenyalutra  Schmidt-Kittler 1987;  Ndamathaia  Jacobs et al. 1987 de acordo com Morales et al. 2000]
- Família † Ptolemaiidae Osborn 1908
  - Gênero † Qarunavus  Simons & Gingerich 1974
  - Gênero † Cleopatrodon  Bown & Simons 1987
  - Gênero † Ptolemaia  Osborn 1908 não McCutcheon & Wilson 1961

#### Ordem †Bebê malgaxe
- Família † Plesiorycteropodidae Patterson 1975 (?-1000 d.C.)
  - Gênero † Plesiorycteropus  Filhol 1895 [ Myoryctes  Forsyth Major 1908 não Ebert 1863;  Majoria  Thomas 1915 não]

#### OrdemTubulidentado
- Família Orycteropodidae (Gray 1821) Bonaparte 1850 (Aardvarks Eoceno ?–Recente)
  - Gênero † Scotaeops  Ameghino 1887
  - Gênero † Palaeorycteropus  Filhol 1893
  - Gênero † Archaeorycteropus  Ameghino 1905
  - Gênero † Myorycteropus  MacInnes 1956
  - Gênero † Leptorycteropus  Patterson 1975
  - Gênero † Amphiorycteropus  Lehmann 2009

#### OrdemMacroscelídeos
- Família Macroscelididae Bonaparte 1838 (musaranhos-elefante)
  - Gênero † Brevirhynchocyon  Senut & Georgalis 2014 [ Brachyrhynchocyon  Senut 2008 não Scott & Jepsen 1936] (musaranho-elefante)
  - Subfamília † Herodotinae Simons, Holroyd & Bown 1991
    - Gênero † Nementchatherium  Tabuce et al. 2001
    - Gênero † Chambius  Hartenberger 1986
    - Gênero † Herodotius  Simons, Holroyd & Bown 1991

  - Subfamília † Metoldobotinae Simons, Holroyd & Bown 1991
    - Gênero † Metoldobotes  Schlosser 1910

  - Subfamília Rhynchocyoninae Gill 1872
    - Gênero † Miorhynchocyon  Butler 1984

  - Subfamília † Mylomygalinae Patterson 1965
    - Gênero † Mylomygale  Broom & Schepers 1948

  - Subfamília † Myohyracinae Andrews 1914
    - Gênero † Myohyrax  Andrews 1914
    - Gênero † Protypotheroides  Stromer 1922

  - Subfamília Macroscelidinae Bonaparte 1838 [Macroscelinae]
    - Gênero † Miosengi  Grossman & Holroyd 2009
    - Gênero † Pronasilio  Butler 1984
    - Gênero † Palaeothentoides  Stromer 1932
    - Gênero † Hiwegicyon  Butler 1984

#### PedirAfrosoricida
- Família † Todralestidae Gheerbrant 1994 [?Pantolestinae]
  - Gênero † Todralestes  Gheerbrant 1991
- Família † Adapisoriculidae Van Valen 1967
  - Gênero † Adapisoriculus  Lemoine 1885 [ Nycticonodon  Quinet 1964]
  - Gênero † Bustylus  Gheerbrant & Russell 1991
  - Gênero † Proremiculus  De Bast, Sigé & Smith 2012
  - Gênero † Remiculus  Russell 1964 [?Nyctitheriinae]
- Suorder Tenrecomorpha  Butler 1972 sensu Seiffert 2010
  - Gênero † Garatherium  Crochê 1984
  - Família †
    - Gênero † Afrodon  Gheerbrant 1988
    - Gênero † Dilambdogale  Seiffert 2010
    - Gênero † Widanelfarasia  Seiffert & Simons 2000

  - Família † Protenrecinae Butler 1969
    - Gênero † Protenrec  Butler & Hopwood 1957
    - Gênero † Eritrozootes  Butler & Hopwood 1957

  - Superfamília Chrysochloroidea Broom 1915
    - Família Chrysochloridae Gray 1825 (toupeiras douradas e parentes)
      - Gênero † Eochrysochloris  Seiffert et al. 2007
      - Subfamília † Prochrysochlorinae Butler 1984
        - Gênero † Prochrysochloris  Butler & Hopwood 1957

      - Subfamília Chrysochlorinae [Amblysominae Simonetta 1957; Eremitalpinae Simonetta 1957]
        - Gênero † Proamblysomus  Vassoura 1941

  - Superfamília Tenrecoidea Simpson 1931 [Zalambdonta] (tenrecs e parentes)
    - Gênero † Qatranilestes  Seiffert 2010
    - Família Tenrecidae Gray 1821 [Centetidae] (tenrecs, ouriços de Madagascar)
      - Subfamília Geogalinae Trouessart 1881 (tenrecs de orelhas grandes)
        - Gênero † Parageogale  Butler 1984 [ Butleriella  Poduschka & Poduschka 1985]

      - Subfamília † Protenrecinae Butler 1969
        - Gênero † Protenrec  Butler & Hopwood 1957
        - Gênero † Eritrozootes  Butler & Hopwood 1957

#### Ordem † Condylarthra

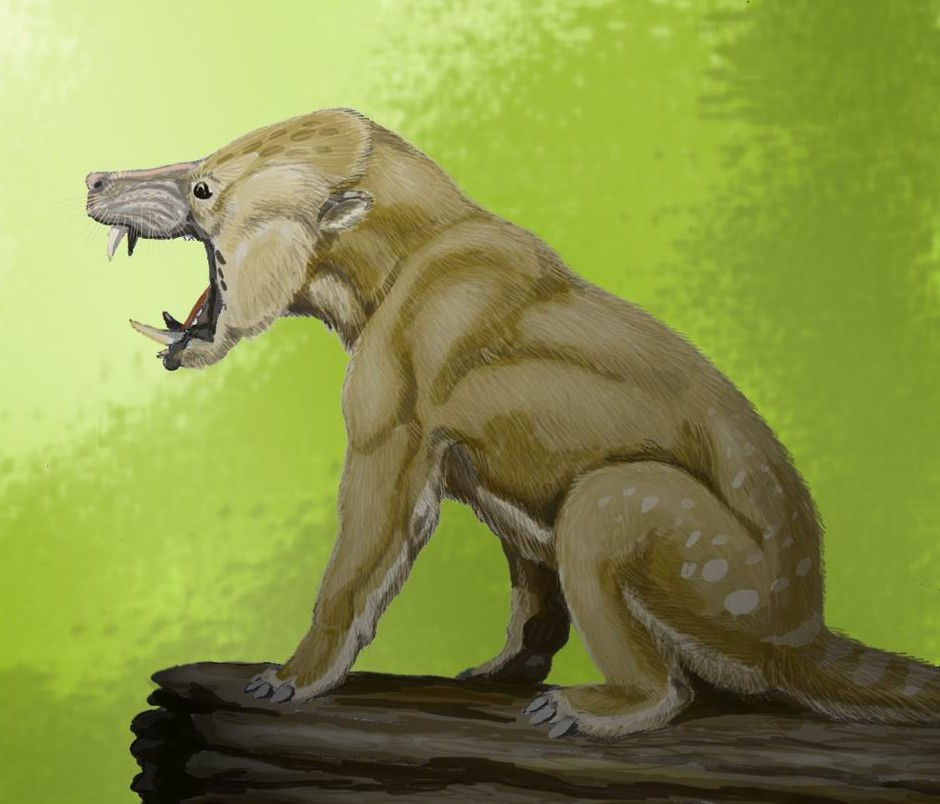
Arctocyon
Nota: Os " condylarth s" são considerados parafiléticos, ou seja, um agrupamento de mamíferos primitivos semelhantes aos ungulados não necessariamente intimamente relacionados.
Paleoceno – Eoceno
- Família Arctocyonidae
- Gênero Arctocyon
- Gênero [Criacus

#### OrdemHiracóidea
Oligoceno –Recente
- Gênero † Antilohyrax  Rasmussen & Simons 2000
- Gênero † Dimaitherium  Barrow, Seiffert & Simons 2010
- Gênero † Hengduanshanhyrax  Chen 2003
- Gênero † Namahyrax  Pickford et al. 2008
- Gênero † Rukwalorax  Stevens, O'Connor & Roberts 2009
- Família Procaviidae Thomas 1892 [Hyracidae Gray 1821] (hyraxes)
  - Gênero † Prohyrax  Stromer 1926
  - Gênero † Gigantohyrax  Kitching 1965
- Família † Pliohyracidae Osborn 1899
  - Gênero † Brachyhyrax  Pickford 2004
  - Gênero † Seggeurius  Crochê 1986
  - Gênero † Microhyrax  Sudre 1979
  - Subfamília † Geniohyinae Andrews 1906 não Matsumoto 1926
    - Gênero † Geniohyus  Andrews 1904a

  - Subfamília † Pliohyracinae Osborn 1899 não Matsumoto 1926
    - Gênero † Sogdohyrax  Dubrovo 1978
    - Gênero † Kvabebihyrax  Gabunia & Vekua 1966
    - Gênero † Prohyrax  Stromer 1926
    - Gênero † Parapliohyrax  Lavocat 1961
    - Gênero † Pliohyrax  Osborn 1899 [ Leptodon  Gaudry 1860 não Sundevall 1835;  Neosquizotério  Viret 1947]
    - Gênero † Postschizotherium  de Koenigswald 1932

  - Subfamília † Saghatheriinae Andrews 1906 [Titanohyracinae Matsumoto 1926]
    - Gênero † Meroehyrax  Whitworth 1954
    - Gênero † Bunohyrax  Schlosser 1910
    - Gênero † Pachyhyrax  Schlosser 1910
    - Gênero † Thyrohyrax  Meyer 1973
    - Gênero † Megalohyrax  Andrews 1903 não Schlosser 1911 [ Mixohyrax  Schlosser 1910]
    - Gênero † Selenohyrax  Rasmussen & Simons 1988
    - Gênero † Saghatherium  Andrews & Beadnell 1902
    - Gênero † Afrohyrax  Pickford 2004
    - Gênero † Antilohyrax  Rasmussen & Simons 2000
    - Gênero † Titanohyrax  Matsumoto 1922 [ Megalohyrax  Schlosser 1911 não Andrews 1903]

#### OrdemSirene
Eoceno –Recente
- Gênero † Priscosiren  Velez-Juarbe & Domning 2014
- Gênero † Sirenotherium  Paula Couto 1967
- Gênero † Anisosiren  Kordos 1979
- Gênero † Indosiren  von Koenigswald 1952
- Gênero † Miodugong  Deraniyagala 1969
- Gênero † Paralitherium  Kordos 1977
- Gênero † Sirenavus  Kretzoi 1941
- Família † Archaeosirenidae Abel 1914
  - Gênero † Eosyren  Andrews 1902 [Archaeosiren Abel 1913]
- Família † Prorastomidae Cope 1889
  - Gênero † Pezosiren  Domning 2001
  - Gênero † Prorastomus  Owen 1855
- Família † Protosirenidae Sickenberg 1934
  - Gênero † Ashokia  Bajpai et al. 2009
  - Gênero † Protosiren  Abel 1907
- Família † Eotheroididae Kretzoi 1941
  - Gênero † Eotheroides  Trouessart 1905 [ Eotherium  Owen 1875 em Leidy 1853; Masrisiren Kretzoi 1941]
- Família † Prototheriidae Kretzoi 1941
  - Gênero † Prototherium  de Zigno 1887 [ Mesosiren  Abel 1906;  Paraliosirene  Abel 1906]
- Família † Halitheriidae Gill 1872
  - Gênero † Halitherium  Kaup 1855 [ Pugmeodon  Kaup 1838]
- Família Trichechidae Gill 1871 [Manatidae Gray 1821] (peixes-boi)
  - Subfamília Miosireninae Abel 1919
    - Gênero † Prohalicore  Flot 1887
    - Gênero † Anomotherium  Siegfried 1965
    - Gênero † Miosiren  Dollo 1889

  - Subfamília Trichechinae Gill 1872 [Halicorea Brandt 1846; Halicoreae Brandt 1833; Manatida Brandt 1868; Manatidae; Manatoidea Gill 1872; Trichechoidea Gill 1872]
    - Gênero † Potamosiren  Reinhart 1951
    - Gênero † Ribodon  Ameghino 1883
- Família Dugongidae (Gray 1821) Simpson 1932 [Halicoridae Gray 1825] (vacas marinhas)
  - Gênero † Caribosiren  Reinhard 1959
  - Subfamília Metaxytheriinae Kretzoi 1941 [Halinassinae Reinhart 1959]
    - Gênero † Metaxytherium  de Christol 1840 [ Cheirotherium  Bruno 1839 non Kaup 1835; Felsinotherium Capellini 1872; Fucotério Kaup 1840;  Halianassa  von Meyer 1838; Halysiren Kretzoi 1941; Haplosiren Kretzoi 1951; Hesperosiren de Simpson, 1932;  Pontotério  Kaup 1840]

  - Subfamília Hydrodamalinae (Palmer 1895) sensu Simpson 1932 Rytinidae Girard 1852] (vacas marinhas do Pacífico Norte)
    - Gênero † Dusisiren  Domning 1978
    - Gênero † Hydrodamalis  Retzius 1794 [ Dystomus  Fischer von Waldheim 1813;  Haligyna  Billberg 1827;   Peixe-boi  Steller 1774;  Nepus  Fischer von Waldheim 1814;  Rhytina  Berthold 1827;   Sirene  Link 1794;  Stellerus Desmarest 1822]

  - Subfamília Dugonginae (Gray 1821) Simpson 1932 [Halicorinae Abel 1913; Rhytiodinae Abel 1914; Rytiodontinae Kretzoi 1941; Thelriopiinae Pilleri 1987] (dugongos)
    - Gênero † Callistosiren  Velez-Juarbe & Domning 2015
    - Gênero † Nanosiren  Domning & Aguilera 2008
    - Gênero † Domningia  Thewissen & Bajpai 2009
    - Gênero † Kutchisiren  Bajpai et al. 2010
    - Gênero † Crenatosiren  Domning 1991
    - Gênero † Bharatisiren  Bajpai & Domning 1997
    - Gênero † Corystosiren  Domning 1990
    - Gênero † Rytiodus  Lartet 1866
    - Gênero † Dioplotherium  Cope 1883
    - Gênero † Xenosiren  Domning 1989

#### Ordem †Embrithopoda
Eoceno - Oligoceno
- Gênero † Namatherium  Pickford et al. 2008
- Gênero † Radinskya  McKenna et al. 1989
- Gênero † Heptoconodon  Zdansky 1930 [? Lunania  Chow 1957 não Hooker]
- Família † Arsinoitheriidae Andrews 1904
  - Gênero † Arsinoitherium  Beadnell 1902
- Família † Palaeoamasiidae Shen & Heintz 1979
  - Gênero † Hypsamasia  Maas, Thewissen & Kappelman 1998
  - Gênero † Palaeoamasia  Ozansoy 1966 [Palaeoamasia Sen & Heintz 1979 nomen duvidoso]
  - Gênero † Crivadiatherium  Radulesco, Ilisco & Ilisco 1976 [nome duvidoso]

#### Ordem Proboscidea

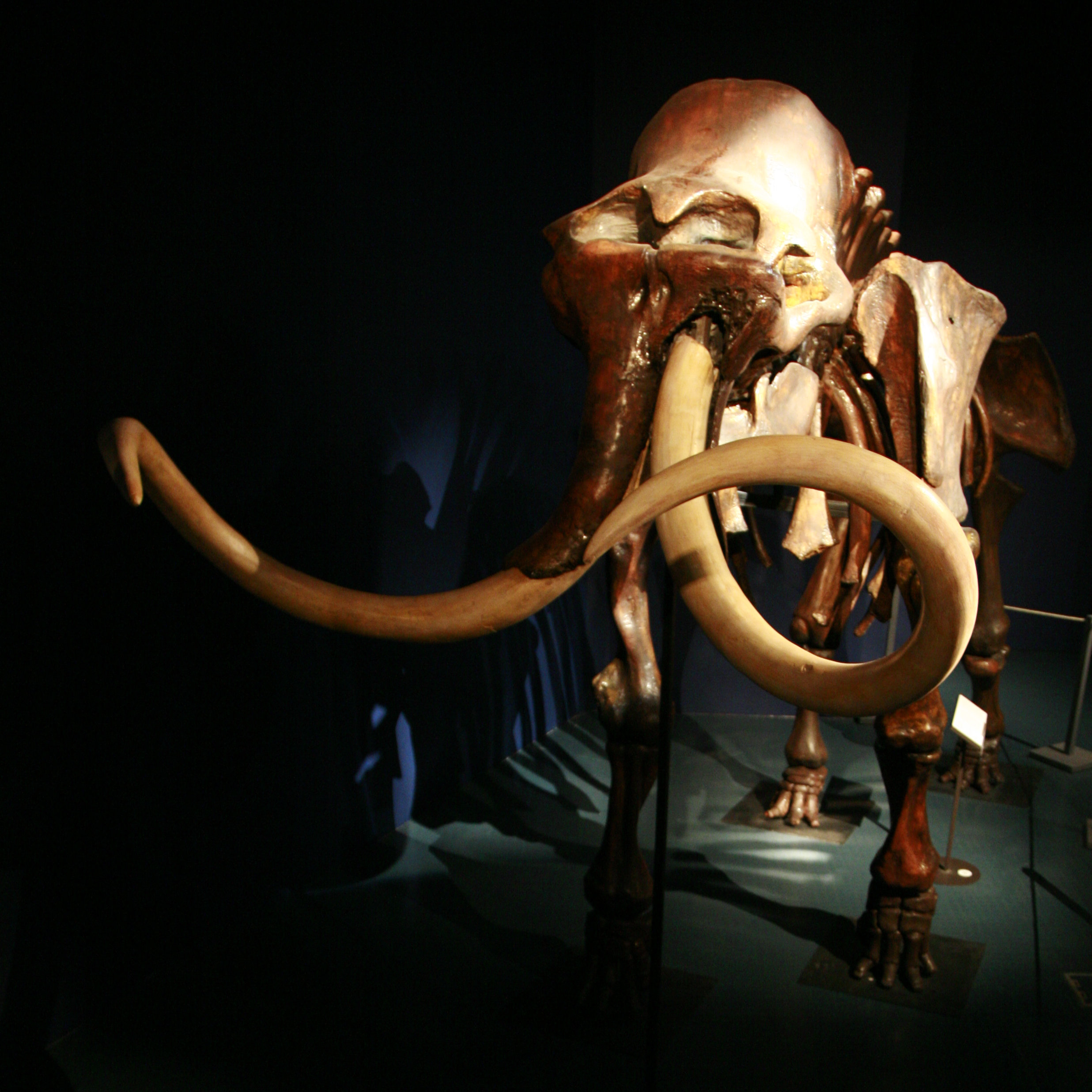
Mamute-lanoso

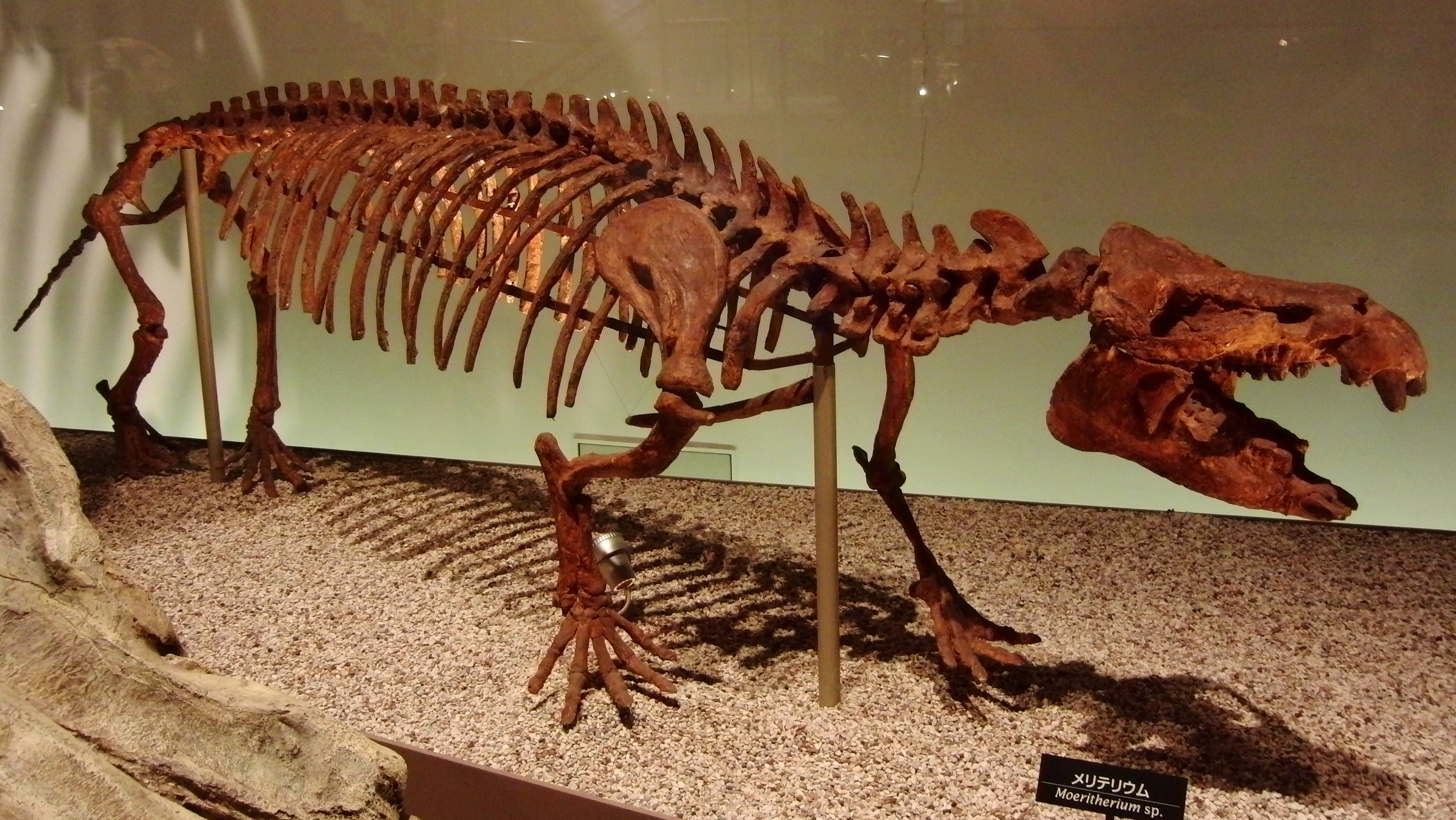
Moeritherium

#### Ordem †Desmostilia
[[Arquivo:Paleoparadoxia BW.jpg|thumb|right|200px| Paleoparadoxia 

#### EncomendeCarnivora

##### SubordemFeliformia(carnívoros semelhantes a gatos)

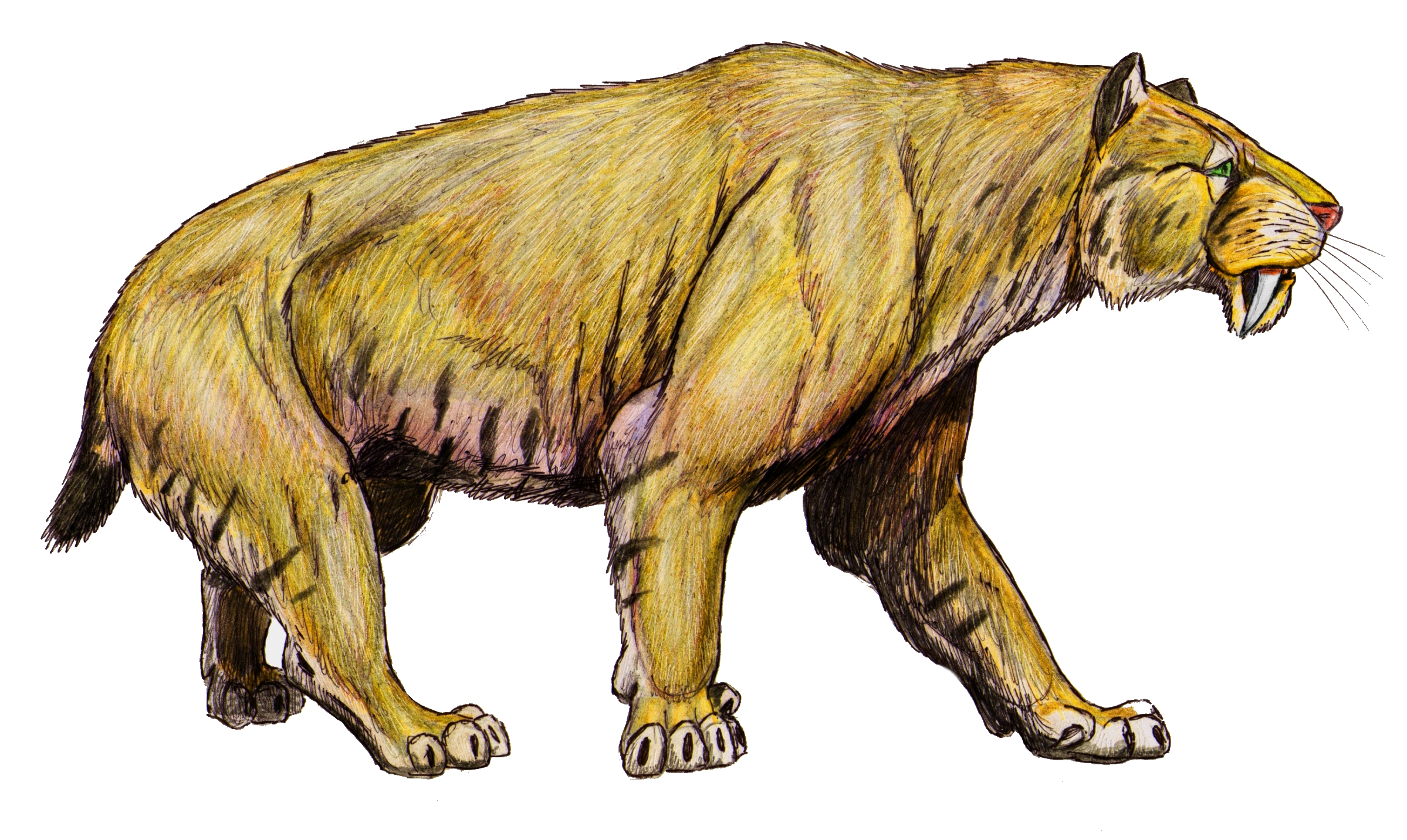
Smilodon populator

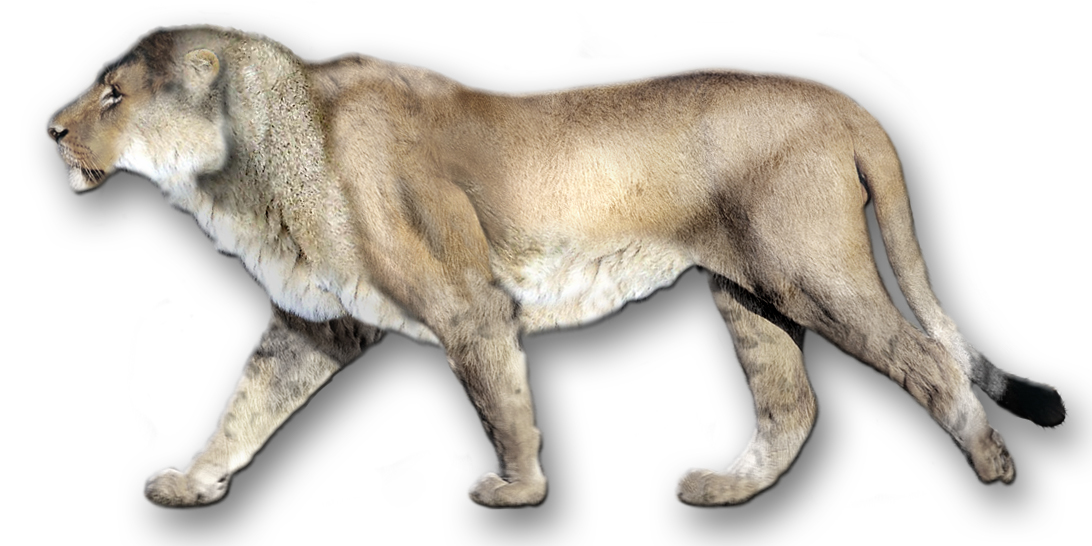
Leão americano
- Família Felidae (Felídeos)
- Subfamília Proailurinae
- Gênero Proailurus
- Proailurus lemanensis
- Gênero [Pseudaelurus

Ictherium

- -     -       -         - Pratifelis martini

      - Gênero  Sivapanthera 
        - Sivapanthera brachygnathus
        - Sivapanthera pleistocaenicus
        - A Poderosa Pantera Selvagem
        - Sivapanthera linxiaensis
        - Sivapanthera padhriensis

      - Gênero  Sivaelurus 
        - Sivaelurus chinjiensis

      - Gênero  Vishnufelis 
      - Gênero  Dolichhofelis 
      - Gênero  Sivapardus
- Família Herpestidae ( mangusto s)
- Família Hyaenidae ( hiena s)
  - Gênero  Chasmaporthetes 
  - Gênero  Crocuta 
    -  Crocuta spelaea 
    -  Crocuta macrodonta 
    -  super croquetes 
    -  Crocuta sivalensis 
    -  Crocuta dietrichi 

  - Gênero  Protictitherium 
  - Gênero  Ichtytherium 
  - Gênero  Chasmaporthetes 
  - Gênero  Adcrocuta 
  - Gênero  Pachycrocuta 
  - Gênero  Percrocuta
- Família Nandiniidae
- Família Viverravidae ( viverravids )
- Família Viverridae ( civeta s)
  - Gênero  Kanuítas 
  - Gênero  Viverra 
    -  Viverra leakeyi
- Família Stenoplesictidae
- Família Nimravidae ( nimravid s)
  - Gênero  Nimravus 
  - Gênero  Eusmilus 
  - Gênero  Hoplophoneus

a ser classificado
- Gênero  Lokotunjailurus

#### Superoder Xenarthra (Edentata)
Paleoceno –Recente
Gênero † Protobradys ? Ameghino 1902 [Uncertae sedis][[Image:Glyptodon-1.jpg|thumb|right|200px| [[ Gliptodonte ]
- Ordem Cingulata  Illiger 1811 [Loricata Owen 1842 não Merrem 1820; Hicanodonta Ameghino 1889] (tatus)
  - Família † Peltephilidae Ameghino 1894
    - Gênero † Peltephilus  Ameghino 1887 [ Cochlops  Ameghino 1889;  Gephyranodus  Ameghino 1891]
    - Gênero † Peltecoelus  Ameghino 1902
    - Gênero † Parapeltecoelus  Bordas 1938
    - Gênero † Anantiosodon  Ameghino 1891
    - Gênero † Epipeltephilus  Ameghino 1904

  - Família Dasypodidae Gray 1821 [Stegotheridae Ameghino 1889; Scoteopsidae Ameghino 1894; Astegotheriidae Ameghino 1906; Tatusidae Burnett 1830; Praopidae Ameghino 1889; Tolypeutidae Gray 1869; Scleropleuridae Lahille 1895]
    - Subfamília Dasypodinae Gray 1821 sensu Gill 1872
      - Gênero † Punatherium  Ciancio et al. 2016
      - Tribo † Stegotheriini Ameghino 1889 sensu Patterson & Pascual 1968 [Stegotherinae Trouessant 1898]
        - Gênero † Riostegotherium  Oliveira & Bergqvist 1998
        - Gênero † Prostegotherium  Ameghino 1902
        - Gênero † Pseudostegotherium  Ameghino 1902
        - Gênero † Astegotherium  Ameghino 1902
        - Gênero † Stegosimpsonia  Vizcaíno 1994
        - Gênero † Stegotherium  Ameghino 1887 [ Scotoeops  Ameghino 1887]

      - Tribo Dasypodini Cinza 1821
        - Gênero † Propraopus  Ameghino 1881 [ Pontotatus  Ameghino 1908]
        - Gênero † Dasypodon  Castellanos 1925
        - Gênero † Pliodasypus  Castro et al. 2014

    - Subfamília Tolypeutinae Gray 1865 [Tolypeutina Gray 1865; Tolypeutinae Alberdi, Leone & Tonni 1995; Priodontinae Patterson & Pascual 1968]
      - Gênero † Kuntinatu  Billet, Hautier, de Muizon & Valentin 2011

    - Subfamília Euphractinae Winge 1923
      - Gênero † Coelutaelus  Ameghino 1902
      - Tribo † Utaetini Simpson 1945
        - Gênero † Utaetus  Ameghino 1902 [ Posteutatus  Ameghino 1902;  Pareutaetus  Ameghino 1902;  Orthutaetus  Ameghino 1902]

      - Tribo Eutatini Bordas 1933 [Eutaninae Bordas 1933]
        - Gênero † Meteutatus  Ameghino 1902 [ Sadypus  Ameghino 1902]
        - Gênero † Anteutatus  Ameghino 1902
        - Gênero † Pseudeutatus  Ameghino 1902 [ Pachyzaedyus  Ameghino 1902]
        - Gênero † Stenotatus  Ameghino 1891 [ Stegotheriopsis  Bordas 1939;  Prodasypus  Ameghino 1894]
        - Gênero † Proeutatus  Ameghino 1891 [ Thoracotherium  Mercerat 1891]
        - Gênero † Archaeutatus  Ameghino 1902
        - Gênero † Paraeutatus  Scott 1903 [ Proparaeutatus  Trouessart 1905]
        - Gênero † Doellotatus  Bordas 1932 [ Eutatopsis  Kraglievich 1934]
        - Gênero † Chasicotatus  Scillato-Yané 1977
        - Gênero † Ringueletia  Reig 1958
        - Gênero † Eutatus  Gervais 1867

      - Tribo Euphractini Winge 1923 [Euphractinae Pocock 1924]
        - Gênero † Isutaetus  Ameghino 1902
        - Gênero † Anutaetus  Ameghino 1902
        - Gênero † Hemiutaetus  Ameghino 1902
        - Gênero † Amblytatus  Ameghino 1902
        - Gênero † Eodasypus  Ameghino 1894
        - Gênero † Prozaedyus  Ameghino 1891
        - Gênero † Vetelia  Ameghino 1891
        - Gênero † Proeuphractus  Ameghino 1886
        - Gênero † Paleuphractus  Kraglievich 1934
        - Gênero † Chorobates  Reig 1958
        - Gênero † Macroeuphractus  Ameghino 1887 [ Dasypotherium  Moreno 1889]
        - Gênero † Paraeuphractus  Scillato-Yané 1980
        - Gênero † Acantharodeia  Rovereto 1914 [ Macrochorobates  Scillato-Yané 1980]

  - Superfamília Glyptodontoidea
    - Família † Pampatheriidae Paula Couto 1954
      - Gênero † Tonnicinctus  Góis et al. 2015
      - Gênero † Machlydotherium  Ameghino 1902
      - Gênero † Kraglievichia  Castellanos 1927 [Kraglievichia Castellanos 1937;  Plaina  Castellanos 1937]
      - Gênero † Vassallia  Castellanos 1927
      - Gênero † Scirrotherium  Edmund & Theodor 1997
      - Gênero † Pampatherium  Gervais & Ameghino 1880 [Pampatherium Ameghino 1875 nomen nudum;  Chlamytherium  Lund 1839;  Clamydotherium  Lund 1839 não Bronn 1838;  Hoffstetteria  Castellanos 1957]
      - Gênero † Holmesina  Simpson 1930

    - Família † Paleopeltidae Ameghino 1895 [Pseudorophodontidae Hoffstetter 1954]
      - Gênero † Palaeopeltis  Ameghino 1895 [ Pseudorophodon  Hoffstetter 1954]

    - Família † Glyptodontidae Gray 1969 [Haplophoridae Huxley 1864 sensu McKenna & Bell 1997; Doedicuridae Ameghino 1889; Propalaehoplophoridae Ameghino 1891; Sclerocalyptidae Ameghino 1904]
      - Gênero †Heterodon Lund 1838 [preocupado, nomen nudum?]
      - Gênero † Orycterotherium  Bronn 1838
      - Tribo † Neothoracophorini Castellanos 1951
        - Gênero † Pseudoneothoracophorus  Castellanos 1951
        - Gênero † Neothoracophorus  Ameghino 1889 [ Thoracophorus  Gervais & Ameghino 1880 não Hope 1840;  Myloglyptodon  Ameghino 1884;  Pseudothoracophorus  Castellanos 1951]

      - Subfamília † Glyptatelinae Castellanos 1932
        - Gênero † Glyptatelus  Ameghino 1897
        - Gênero † Clypeotherium  Scillato-Yané 1977
        - Gênero † Neoglyptatelus  Garlini, Vizcaíno & Scillato-Yané 1997
        - Gênero † Pachyarmatherium  Downing & White 1995

      - Subfamília † Propalaehoplophorinae Ameghino 1891
        - Gênero † Propalaehoplophorus  Ameghino 1887 [ Propalaeohaplophorus  Castellanos 1932;  Propaleohoplophorus  Frailey 1988]
        - Gênero † Metopotoxus  Ameghino 1895
        - Gênero † Eucinepeltus  Ameghino 1891
        - Gênero † Asterostemma  Ameghino 1889

      - Subfamília † Doedicurinae Ameghino 1889
        - Gênero † Eleutherocercus  Koken 1888
        - Gênero † Prodaedicurus  Castellanos 1927 [ Palaeodoedicurus  Castellanos 1927]
        - Gênero † Comaphorus  Ameghino 1886
        - Gênero † Castellanosia  Kraglievich 1932
        - Gênero † Xiphuroides  Castellanos 1927
        - Gênero † Doedicurus  Burmeister 1874
        - Gênero † Daedicuroides  Castellanos 1941
        - Gênero † Plaxhaplous  Ameghino 1884

      - Subfamília † Glyptodontinae Gray 1869
        - Tribo † Glyptotheriini Castellanos 1953
          - Gênero † Glyptotherium  [ Brachyostracon  Brown 1912;  Boreostracon  Simpron 1929;  Xenoglyptodon  Meade 1953]

        - Tribo † Glyptodontini Cinza 1869
          - Gênero † Glyptodontidium  Cabrera 1944
          - Gênero † Glyptodon  Owen 1839 [ Lepitherium  Saint-Hilaire 1839;  Lepidotherium  Agassiz 1846;  Pachypus  D'Alton 1839 não Dejean 1831;  Schistopleurum  Nodot 1857;  Glyptocoileus  Castellanos 1952;  Glyptopedius  Castellanos 1953;  Glyptostracon  Castellanos 1953]
          - Gênero † Stromatherium  Castellanos 1953
          - Gênero † Chlamydotherium  Bronn 1838
          - Gênero † Glyptostracon  Castellanos 1953

      - Subfamília † Hoplophorinae Huxley 1864 [Sclerocalyptinae Trouessart 1898]
        - Gênero † Asymmetrura  Farina 1981
        - Gênero † Caudaphorus  Farina 1981
        - Gênero † Uruguayurus  Mones 1987
        - Tribo † Hoplophorini Huxley 1864 sensu McKenna & Bell 1997
          - Gênero † Hoplophorus  Lund 1838 [ Sclerocalyptus  Ameghino 1891]
          - Gênero † Stromaphorus  Castellanos 1926
          - Gênero † Eusclerocalyptus  Ameghino 1919
          - Gênero † Hoplophractus  Cabrera 1939
          - Gênero † Trachycalyptus  Ameghino 1908
          - Gênero † Berthawyleria  Castellanos 1939
          - Gênero † Parahoplophorus  Castellanos 1932
          - Gênero † Isolinia  Castellanos 1951
          - Gênero † Stromaphoropsis  Kraglievich 1932
          - Gênero † Eosclerophorus  Castellanos 1948
          - Gênero † Trabalia  Kraglievich 1932
          - Gênero † Neosclerocalyptus  Paula Couto 1957

        - Tribo † Palaehoplophorini Hoffstetter 1958
          - Gênero † Palaehoplophorus  Ameghino 1883
          - Gênero † Aspidocalyptus  Cabrera 1939
          - Gênero † Chlamyphractus  Castellanos 1939
          - Gênero † Pseudoeuryurus  Ameghino 1889
          - Gênero † Protoglyptodon  Ameghino 1885

        - Tribo † Lomaphorini Hoffstetter 1958
          - Gênero † Peiranoa  Castellanos 1946
          - Gênero † Lomaphorops  Castellanos 1932
          - Gênero † Urotherium  Castellanos 1926
          - Gênero † Lomaphorus  Ameghino 1889
          - Gênero † Trachycalyptoides  Saint-André 1996

        - Tribo † Plohophorini Castellanos 1932
          - Gênero † Coscinocercus  Cabrera 1939
          - Gênero † Phlyctaenopyga  Cabrera 1944
          - Gênero † Plohophorops  Rusconi 1934
          - Gênero † Plohophorus  Ameghino 1887
          - Gênero † Pseudoplohophorus  Castellanos 1926
          - Gênero † Teisseiria  Kraglievich 1932
          - Gênero † Plohophoroides  Castellanos 1928
          - Gênero † Zaphilus  Ameghino 1889

        - Tribo † Neuryurini Hoffstetter 1958
          - Gênero † Neuryurus  Ameghino 1889 [ Euryurus  Gervais & Ameghino 1880 não Koch 1847, não Von Der Marck 1864]

        - Tribo † Panochthini Castellanos 1927
          - Gênero † Nopachthus  Ameghino 1888
          - Gênero † Panochthus  Burmeister 1866 [ Schistopleurum  Nodot 1855]
          - Gênero † Propanochthus  Castellanos 1925
          - Gênero † Parapanochthus  Moreira 1971

[[Arquivo:Eremotherium.jpg|thumb|direita|200px| Eremotherium 
- Ordem Pilosa  Flor 1883 [Bradypoda Blumenbach 1779; Anicanodonta Ameghino 1889]
  - Gênero † Trematherium  Ameghino 1887
  - Família † Entelopidae Ameghino 1889 [Entelopsidae Ameghino 1889; Dideilotheridae Ameghino 1894]
    - Gênero † Entelops  Ameghino 1887
    - Gênero † Delotherium  Ameghino 1889 [ Dideilotherium  Ameghino 1889]

  - Infraorder  Vermilingua  Illiger 1811 emend. Gray 1869 [Scandentia Fischer de Waldheim 1817 non Wagner 1855] (Tamanduás peludos)
    - Gênero † Argyromanis  Ameghino 1904
    - Gênero † Orthoarthrus  Ameghino 1904
    - Família Cyclopedidae Pocock 1924 (tamanduá-sedoso/pigmeu/de dois dedos)
      - Gênero † Palaeomyrmidon  Roverento 1914

    - Família Myrmecophagidae Gray 1825 (tamandu)
      - Gênero † Promyrmecophagus  Ameghino 1904
      - Gênero † Protamandua  Ameghino 1904
      - Gênero † Neotamandua  Rovereto 1914

  - Infraorder  Folivora  Delsuc et al. 2001 [Phyllophaga Owen 1842 não Harris 1827; Phytophaga Huxley 1871; Tardigrada Latham & Davies 1795 sensu McKenna, Wyss & Flynn 2006 não não Spallanzani 1777; Tardigradae Gray 1821; Gravigrada Owen 1842] (preguiças)
    - Gênero † Amphiocnus  Kraglievich 1922
    - Gênero † Diellipsodon  Berg 1899 [ Elipsodon  Roth 1898 não  Elliopsodon  Scott 1892 não  Ellipsodon  Scott 1892]
    - Gênero † Prepoplanops  Carlini, Brandoni & Dal Molin 2013
    - Gênero † Pseudoglyptodon  Engelmann 1987
    - Família † Rathymotheriidae Ameghino 1904
      - Gênero † Rathymotherium  Ameghino 1904

    - Clade † Mylodonta McKenna & Bell 1997
      - Gênero † Baraguatherium  Rincón et al. 2016
      - Gênero † Eionaletherium  Rincón et al. 2015
      - Gênero † Pseudoprepotherium  Hoffstetter 1961
      - Família † Orophodontidae Ameghino 1895 [Octodontobradyinae Santos, Rancy & Ferigolo 1993]
        - Subfamília † Orophodontinae
          - Gênero † Proplatyarthrus  Ameghino 1905
          - Gênero † Orophodon  Ameghino 1895

        - Subfamília † Octodontotheriinae Hoffstetter 1954
          - Gênero † Octodontotherium  Ameghino 1895
          - Gênero † Octomylodon  Ameghino 1904
          - Gênero † Octodontobradys  Santos, Rancy & Ferigolo 1993

      - Família † Scelidotheriidae Ameghino 1889 [Nematheridae Mercerat 1891]
        - Subfamília † Chubutheriinae Scillato-Yané 1977
          - Gênero † Chubutherium  Cattoi 1962

        - Subfamília † Scelidotheriinae Ameghino 1889
          - Gênero † Sibyllotherium  Scillato-Yane & Carlini 1998
          - Gênero † Scelidotheriops  Ameghino 1904
          - Gênero † Analcitherium  Ameghino 1891
          - Gênero † Elassotherium  Cabrera 1939
          - Tribo † Nematherin
            - Gênero † Nematherium  Ameghino 1887 [ Ammotherium  Ameghino 1891;  Lymodon  Ameghino 1891]

          - Tribo † Scelidotherin
            - Gênero † Proscelidodon  Bordas 1935
            - Gênero † Catonyx  Ameghino 1891 [ Platyonyx  Lund 1840 não Schoenherr 1826;  Scelidodon  Ameghino 1881;  Scelidotherium (Catonyx)  Ameghino 1891]
            - Gênero † Neonematherium  Ameghino 1904
            - Gênero † Scelidotherium  Owen 1839 [ Spenodon  Lund 1839;  Sphenodontherium  Trouessart 1905;  Matschieella  Poche 1904;  (Scelidodon)  Ameghino 1889;  (Scelidotheridium)  Kraglievich 1934]

      - Família † Mylodontidae Gill 1872
        - Gênero † Mirandabradys 
        - Gênero † Paraglossotherium  Esteban 1993
        - Gênero † Urumacotherium  Bocquentin-Villanueva 1983
        - Subfamília † Mylodontinae Gill 1872
          - Gênero † Glossotheriopsis  Scillato-Yané 1976
          - Gênero † Promylodon  Ameghino 1883
          - Gênero † Strabosodon  Ameghino 1891
          - Gênero † Megabradys  Scillato-Yané 1981
          - Gênero † Pleurolestodon  Rovereto 1914
          - Gênero † Mylodon  Owen 1839 [ Gnathopsis  Leidy 1852;  Grypotherium  Reinhardt 1879;  Quatriodon  Ameghino 1881;  Mesodon  Ameghino 1882 não Rafinesque 1821 não Wagner 1851;  Tetrodon  Ameghino 1882 não Linnaeus 1766;  Glossotherium  não Owen 1839]

        - Subfamília † Lestodontinae Ameghino 1889
          - Gênero † Bolivartherium 
          - Tribo † Thinobadistini McKenna & Bell 1997
            - Gênero † Thinobadistes  Hay 1919
            - Gênero † Sphenotherus  Ameghino 1891

          - Tribo † Lestodontini Ameghino 1889
            - Gênero † Lestodon  Gervais 1855 [ Plioganphiodon  Ameghino 1884;  Prolestodon  Kraglievich 1932]
            - Gênero † Lestodontidion  Roselli 1976

          - Tribo † Glossotheriini McKenna & Bell 1997
            - Gênero † Acremylodon  Mones 1986 [Stenodon Frailey 1986 não (sic) Ameghino 1885 não Lição 1842 não Rafinesque 1818 não Van Beneden 1865]
            - Gênero † Ranculcus  Ameghino 1891
            - Gênero † Glossotherium  Owen 1839 [ Eumylodon  Ameghino 1904;  Pseudolestodon  Gervais & Ameghino 1880;  Laniodon  Ameghino 1881;  Interodon   Ameghino 1885;  Nephotherium  Ameghino 1886;  Glossotheridium  Kraglievich 1934;  (Oreomylodon)  Hoffstetter 1949]
            - Gênero † Mylodonopsis  Cartelle 1991
            - Gênero † Paramylodon  Brown 1903 [ Orycterotherium  Harlan 1841 não Bronn 1838;  Eubradys  Leidy 1853]

    - Clade Megatheria McKenna & Bell 1997
      - Família Predefinição:Extinta Megalonychidae Gervais 1855 [Choloepidae Pocock 1924]
      - Família † Megatheriidae Gray 1821 [Schismotheridae Mercerat 1891]
      - Família † Nothrotheriidae Ameghino 1920 sensu de Muizon, McDonald, Salas & Urbina 2004

#### Ordem Pholidota
Eoceno –Recente
- Gênero † Arcticanodon  Rose, Eberle & McKenna 2004
- Gênero † Melaniella  Fox 1984
- Família † Escavadodontidae Rose & Lucas 2000
  - Gênero † Escavadodon  Rose & Lucas 2000
- Família † Epoicotheriidae Simpson 1927
  - Gênero † Amelotabes  Rosa 1978
  - Gênero † Alocodontulum  Rose, Bown & Simons 1978 [ Alocodon  Rose, Bown & Simons 1977 não Thulborn 1973]
  - Gênero † Auroratherium  Tong & Wamg 1997
  - Gênero † Pentapassalus  Gazin 1952
  - Gênero † Dipassalus  Rose, Krishtalka & Stucky 1991
  - Gênero † Tetrapassalus  Simpson 1959a
  - Gênero † Epoicotherium  Simpson 1927 [ Xenotherium  Douglass 1906 não Ameghino 1904;  Pseudochrysochloris  Turnbull & Reed 1967]
  - Gênero † Tubulodon  Jepsen 1932
  - Gênero † Xenocranium  Colbert 1942
- Família † Metacheiromyidae Wortman 1903
  - Gênero † Propalaeanodon  Rose 1979
  - Gênero † Palaeanodon  Matthew 1918
  - Gênero † Brachianodon  Gunnell & Gingerich 1993
  - Gênero † Mylanodon  Secord et al. 2002
  - Gênero † Metacheiromys  Wortman 1903
- Subordem Pholidota  Weber 1904 sensu stricto [Manidae Gray 1821 sensu lato] (pangolins/tamanduás escamosos)
  - Gênero † Argyromanis  Ameghino 1904
  - Gênero † Orthoarthrus  Ameghino 1904
  - Gênero † Euromanis  Gaudin, Emry & Wible 2009
  - Família † Eurotamanduidae Szalay & Schrenk 1994
    - Gênero † Eurotamandua  Storch 1978

  - Infraorder Eupholidota Gaudin, Emry & Wible 2009
    - Família † Eomanidae Storch 2003
      - Gênero † Eomanis  Storch 1978

    - Superfamília Manoidea
      - Gênero † Necromanis  Filhol 1893 [ Leptomanis  Filhol 1893;  Necrodasypus  Filhol 1893;  Teutomanis  Ameghino 1905;  Galliaetatus  Ameghino 1905]
      - Família † Patriomanidae Szalay & Schrenk 1998 sensu Gaudin, Emry & Pogue 2006
        - Gênero † Patriomanis  Emry 1970
        - Gênero † Cryptomanis  Gaudin, Emry & Pogue 2006

      - Família Manidae Gray 1821

#### Infraordem Cetáceos
Eoceno –Recente
Parvorder Archaeoceti
- Família Raoellidae
  - Gênero  Indohyus
- Família Pakicetidae
  - Gênero  Pakicetus 
    -  [[Pakicetus inachus]

  - Gênero  Gandakasia 
  - Gênero  Nalacetus 
  - Gênero  Ictiolestes
- Família Ambulocetidae
  - Gênero  Ambulocetus 
  - Gênero  Himalayacetus
- Família Remingtonocetidae
  - Gênero  Kutchicetus
- Família Protocetidae
  - Gênero  Rodhocetus  (??? Ma)
    -  Rhodocetus kasrani 
    -  Rodhocetus balochistanensis 

  - Gênero  Protocetus
- Família Dorudontidae
  - Gênero  Dorudon  (40–36 milhões de anos)

  - Gênero  Zygorhiza
- Família Basilosauridae
  - Gênero  Basilosaurus  (40–37 milhões de anos)
    -  Basilosaurus cetoides 
    -  Basilosaurus hussaini 
    -  Basilosaurus isis

##### Subordem Mysticeti
- Família Mammalodontidae
  - Gênero  Mammalodon
- Família Cetotheriidae
  - Gênero  Cetotherium 
  - Gênero  [Piscobalaena]]
- Família Janjucetidae
  - Gênero  Janjucetus

a ser classificado
- Gênero  Eobalaenoptera 
  -  Eobalaenoptera harrisoni

##### Suborder Odontoceti
- Família Squalodontidae
  - Gênero  Prosqualodon 
  - Gênero  Squalodon  (golfinho dente de tubarão)
- Família Eurhinodelphidae
  - Gênero  Eurhinodelphis
- Família Kentriodontidae
  - Gênero  Kentriodon
- Família Rhabdosteidae
  - Gênero  Rhabdosteus
- Família Odobenocetopsidae
  - Gênero  Odobenocetops

#### Ordem Perissodactyla
Eoceno –Recente

##### Subordem Hippomorpha
- Superfamília Brontotheroidea
  - Família Brontotheriidae
    -       - Gênero  Pakotitanops 
      - Gênero  Nanotitanops 

    - Subfamília Lambdotheriinae
      - Gênero  Lambdotherium 
      - Gênero  Xenicohippus 

    - Subfamília Palaeosyopinae
      - Gênero  Palaeosyops 
      - Gênero  Mulkrajanops 

    - Subfamília Dolichorhininae
      - Gênero  Metarhinus 
      - Gênero  Sphenocoelus 
      - Gênero  Mesatirhinus 

    - Subfamília Brontotheriinae
      - Gênero  Duchesneodus 
      - Gênero  Megacerops 

    - Subfamília Embotheriinae
      - Gênero  Titanodectes 
      - Gênero  Embolotherium 
      - Gênero  Protembolotherium 

    - Subfamília Brontopinae
      - Gênero  Brachydiastematherium 
      - Gênero  Pachytitan 
      - Gênero  Dianotitan 
      - Gênero  Gnathotitan 
      - Gênero  Microtitan 
      - Gênero  Epimanteoceras 
      - Gênero  Protitã 
      - Gênero  Rhinotitano 
      - Gênero  Metatitan 
      - Gênero  Dolichorhinus 
      - Gênero  Protitanoterium 
      - Gênero  Parabrontops 
      - Gênero  Orinotherium 
      - Gênero  Brontops 
      - Gênero  Protitanops 
      - Gênero  Pigmaetitano 

    - Subfamília Telmatheriinae
      - Gênero  Acrotitan 
      - Gênero  Desmatotitano 
      - Gênero  Arctotitan 
      - Gênero  Hyotitan 
      - Gênero  Sthenodectes 
      - Gênero  Telmatherium 
      - Gênero  Sivatitanops 

    - Subfamília Menodontinae
      - Gênero  Diplacodon 
      - Gênero  Eotitanotherium 
      - Gênero  Notiotitanops 
      - Gênero  Menodus 
      - Gênero  Ateleodon
- Superfamília Pachynolophoidea
  - Família Pachynolophidae
- Superfamília Equoidea
  - Família Palaeotheriidae
    - Gênero  Hyracotherium 
    - Gênero  Propalaeotherium 
    - Gênero  Palaeotherium 

  - Família Equidae
    - Gênero  Miohippus 
    - Gênero  Orohippus 
    - Gênero  Mesohippus 
    - Subfamília Anchitheriinae
      - Gênero  Sinohippus 
      - Gênero  Megahippus 
      - Gênero  Anchitherium 

    - Subfamília Equinae
      - Gênero  Archaeohippus 
      - Gênero  Cormohipparion 
      - Gênero  Eurygnathohippus 
      - Gênero  Hipparion 
      - Gênero  Hippidion 
      - Gênero  Hippotherium 
      - Gênero  Merychippus 
      - Gênero  Parahippus 
      - Gênero  Pliohippus 
      - Gênero  Scaphohippus

##### Subordem Ceratomorpha
- Superfamília Rhinocerotoidea
  - Família Amynodontidae ( hipo-rinoceronte s)
    - Subfamília Amynodontinae
    - Subfamília Metamynodontinae
      - Gênero  Metamynodon 

  - Família Hyracodontidae ( rinoceronte gigante s)
    - Subfamília Indricotheriinae
      - Gênero  Forstercooperia 
      - Gênero  Juxia 
      - Gênero  Benaratherium ?
      - Gênero  Urtinotherium 
      - Gênero  Indricotherium 
        - Baluchitherium ( Indricotherium transouralicum )

      - Gênero  Paraceratherium 
        -  Paraceratherium bugtiense 

    - Subfamília Allaceropinae
    - Subfamília Hyracodontinae
      - Gênero  Hyracodon 

  - Família Rhinocerotidae ( rinocerontes s)
    - Gênero  Teleoceras 
    - Gênero  Trigonias 
    - Subfamília Rhinocerotinae
      - Gênero  Coelodonta 
        - Rinoceronte lanoso ( Ancient Coelodonta )

      - Gênero  Dicerorhinus  ( Rinoceronte de Sumatra )
        -  Dicerorhinus leakeyi 

    - Subfamília Elasmotheriinae
      - Gênero  Sinotherium 
      - Gênero  Iranotherium 
      - Gênero  Menoceras 
      - Gênero  Elasmotherium 
        -  Elasmotherium caucasicum 
        - Rinoceronte gigante ( Elasmotherium sibiricum )
- Superfamília Tapyroidea
  - Gênero  Hyrachyus 
  - Família Helaletidae
    - Gênero  Lophiodon 

  - Família Tapiridae
    -  Miotapiro
- Superfamília Chalicotheroidea
  - Família Lophiodontidae
    - Gênero  Lophiodon 
    - Gênero  Lophiaspis 

  - Família Chalicotheriidae
    - Subfamília Chalicotheriinae
      - Gênero  Chalicotherium 
      - Gênero  Anisodonte 
      - Gênero  Nestoritherium 

    - Subfamília Schizotheriinae
      - Gênero  Ancylotherium 
      - Gênero  Borissiakia 
      - Gênero  Quimosidade 
      - Gênero  Kalimantsia 
      - Gênero  Limognitherium 
      - Gênero  Moropus 
      - Gênero  Tylocephalonyx

#### Ordem Artiodactyla
Eoceno –Recente

##### Subordem Suina
- Família Dichobunidae
  - Gênero  Messelobunodon 
  - Gênero  Diacodexis
- Família Entelodontidae ( Entelodont s)
  - Gênero  Archaeotherium 
  - Gênero  Brachyhyops 
  - Genus Paraentelodon
  - Gênero  Cypretherium 
  - Gênero  Daeodon 
  - Gênero  Eoentelodon 
  - Gênero  Entelodonte 
  - Gênero  Dinohyus
- Família Suidae ( porcos s)
  - Gênero  Metridiochoerus 
  - Gênero  Kubanochoerus 
  - Gênero  Kolpochoerus 
  - Gênero  Nyanzachoerus 
  - Gênero  Notochoerus
- Família Tayassuidae ( peccaries )
  - Gênero  Platígono 
  - Gênero  Mylohyus
- Família Oreodontidae ( Oreodont s)
  - Gênero  Promerycochoerus 
  - Gênero  Merycoidodon 
  - Gênero  Brachycrus 
  - Gênero  Leptauchenia 
  - Gênero  Sespia 
  - Gênero  Mesoreodon 
  - Gênero  Miniochoerus 
  - Gênero  Eporeodon
- Família Cainotheriidae
  - Gênero  Cainotherium
- Família Hippopotamidae ( hippopotamii )
  - Gênero  Archaeopotamus 
  - Gênero  Hipopótamo 
    -  Hipopótamo gorgops 
    - Hipopótamo europeu (hipopótamo antigo)
    - Hipótamo malgaxe ( Hippopotamus madagascariensis )
    - Hipopótamo anão de Madagascar ( Hippopotamus lemerlei )
    - Hipopótamo anão cretense (Hippopotamus creutzburgi)
    - Hipopótamo maltês (Hippopotamus melitensis)
    - Hipopótamo siciliano (Hippopotamus pentlandi)

  - Gênero  Hexaprotodon 
    -  Hexaprotodon harvardi 
    - Hipótamo pigmeu malgaxe ( Hexaprotodon madagascariensis )

  - Gênero  Phanourios 
    - Hipopótamo anão de Chipre (Phanourios minutus)

  - Gênero  Kenyapotamus
- Família Anthracotheriidae
  - Gênero  Elomeryx 
  - Gênero  Bothriogenys 
  - Gênero  Bothriodon 
  - Gênero  Anthracotherium 
  - Gênero  Libycosaurus 
  - Gênero  Merycopotamus

##### Subordem Tylopoda
- - Gênero  Procamelus  ( Mioceno )
  - Gênero  Stenomylus 

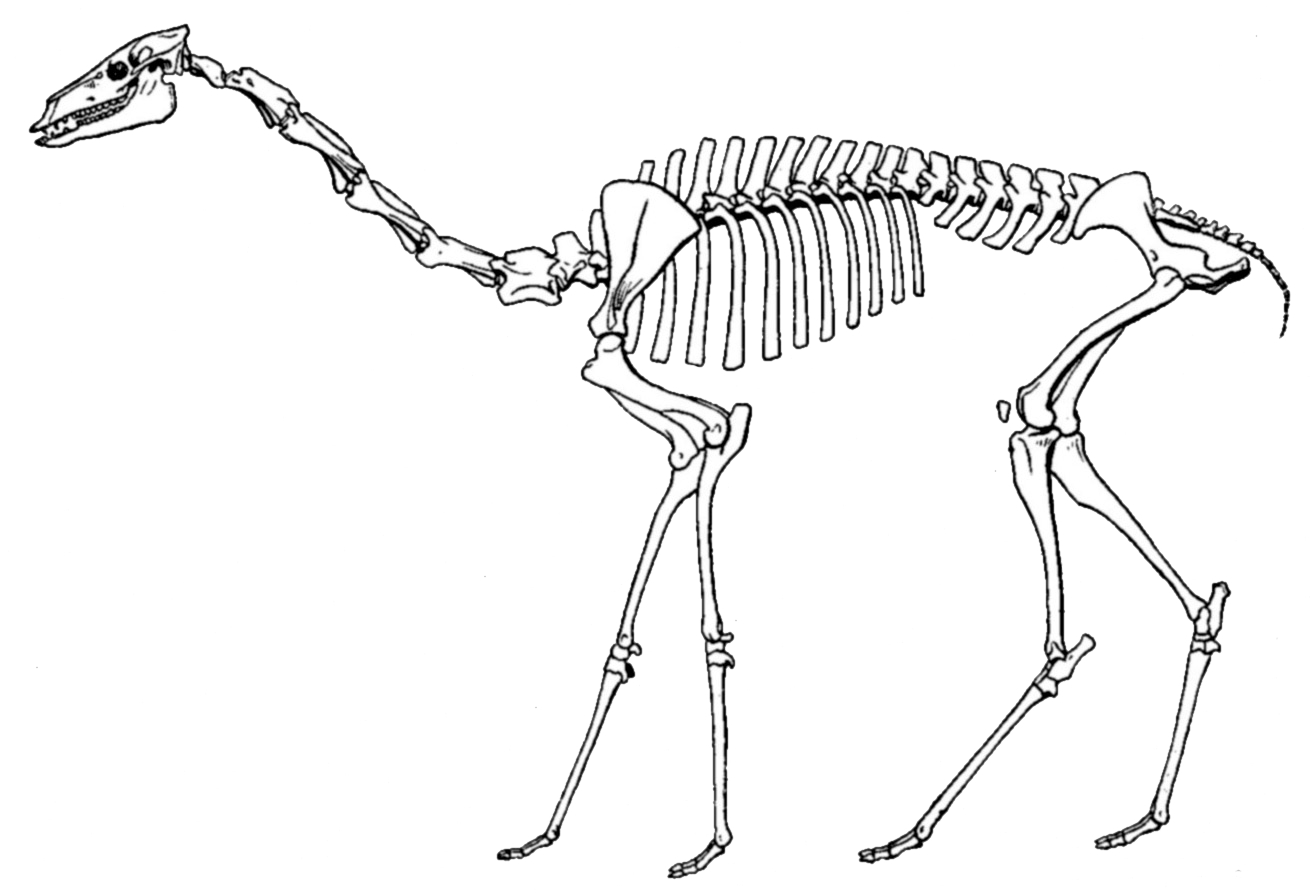
Oxydactylus
- Família Camelidae (camelo s)
- Gênero Aepycamelus (Mioceno)
- Gênero Camelops (Plioceno – Pleistoceno)
- Gênero Camelo
- Camelo Gigante
- Camelus hesternus
- Camelus moreli
- Camelus sivalensis
- Gênero Oxydactylus
- Gênero [Poebrotherium

  - Gênero  Titanotylopus  ( Mioceno - Pleistoceno )
- Família Oromerycidae
  - Gênero  Protylopus

##### Subordem Ruminantia
- Família Protoceratidae
  - Gênero  Protoceras 
  - Gênero  Syndyoceras 
  - Gênero  Sintetoceras 
  - Gênero  Kyptoceras 
  - Gênero  Pseudoprotoceras
- Família Climacoceratidae
  - Gênero  Climacoceras 
  - Gênero  Prolibytherium 
    -  Prolibytherium magnieri  ( Mioceno )

  - Gênero  Orangemeryx
- Família Tragulidae ( chevrotain s)
  - Gênero  Dorcatherium 
  - Gênero  Dorcabune 
  - Gênero  Siamotragulus 
  - Gênero  Yunnanotherium
- Família Giraffidae ( girafa s)
  - Gênero  Eumeryx  ( Oligoceno )
  - Gênero  Palaeotragus 
    -  Paleótrago Inferior  ( Mioceno )
    -  Palaeotragus germaini  ( Mioceno )

  - Gênero  Amotherium 
    -  Amotherium africanum  ( Mioceno )

  - Gênero  Samotherium  ( Mioceno - Plioceno )
    -  Samotherium boissieri  ( Plioceno )

  - Gênero  Sivatherium 
    -  Sivatherium giganteum  ( Pleistoceno )
    -  Sivatherium maurusium  ( Pleistoceno )

  - Gênero  Bohlinia  ( Mioceno )
    -  Bohlinia attica  (sinônimo: Giraffa attica)

  - Gênero  Bramatherium 
  - Gênero  Giraffokeryx 
  - Gênero  Helladotherium 
  - Gênero  Honanotherium 
  - Gênero  Libytherium 
  - Gênero  Mytilanotherium 
  - Gênero  Shansitherium 
  - Gênero  Okapia  ( okapi s)
    -  Okapia stillei  ( Pleistoceno )

  - Gênero  Girafa  ( girafa s)
    -  Giraffa punjabiensis  ( Plioceno )
    -  Girafa priscilla  ( Plioceno )
    -  Girafa jumae  ( Pleistoceno )
    -  Giraffa gracilis  ( Pleistoceno )
    -  Giraffa sivalensis  ( Pleistoceno )
- Família Leptomericidae
  - Gênero  Leptomeryx
- Família Archaeomerycidae
  - Gênero  Archaeomeryx
- Família Palaeomerycidae
  - Gênero  Ampelomeryx 
  - Gênero  Cranioceras 
  - Gênero  Pediomeryx 
  - Gênero  Triceromeryx
- Família Hoplitomerycidae
  - Gênero  Hoplitomeryx
- Família Moschidae ( veado-almiscarado s)
  - Gênero  Blastomeryx 
  - Gênero  Longirostromeryx
- Família Cervidae ( veado )
  - Subfamília Muntiacinae ( muntjacs )
    - Gênero  Dicrocerus 
    - Gênero  Heteroprox 

  - Subfamília Cervinae
    - Gênero  Candiacervus 
      -  Candiacervus ropalophorus 
      -  Candiacervus major 
      -  Candiacervus pygadiensìs 
      -  Candiacervus cretense 

    - Gênero  Megaloceros 
      - Alce irlandês ( Megaloceros giganteus ) (morreu ~5700 a.C.)

    - Gênero  Eucladoceros 
    - Gênero  Sinomegaceros 

  - Subfamília Capreolinae
    -       -  Alces carnutorum  (alce carnudo)

    - Gênero  Navahoceros 
      - Veado-das-montanhas-americano Navahoceros fricki

    - Gênero  Libralces 
    - Gênero  Odocoileus 
      -  Odocoileus lucasi 

    - Gênero  Deervalces 
      - Alce-veado Cervalces scotti
- Família Antilocapridae ( pronghorn s)
  - Gênero  Capromeryx 
    -  Capromeryx menor 

  - Gênero  Hayoceros 
  - Gênero  Ilingoceros 
  - Gênero  Cosoryx 
  - Gênero  Meryceros 
  - Gênero  Merycodus 
  - Gênero  Paracosoryx 
  - Gênero  Ramoceros 
  - Gênero  Submeryceros 
  - Gênero  Proantilocapra 
  - Gênero  Osbornoceros 
  - Gênero  Ottoceros 
  - Gênero  Plioceros 
  - Gênero  Sphenophalos 
  - Gênero  Ceratomeryx 
  - Gênero  Hexameryx 
  - Gênero  Hexobelomeryx 
  - Gênero  Stockoceros 
  - Gênero  Tetrameryx 
  - Gênero  Texoceros 
  - Gênero  Antilocapra 
    -  Antilocapra maquinensis
- Família Bovidae ( Bovid s)
  - Subfamília Bovinae
    - Gênero  [Bo]] 
      -  Bos acutifrons 
      -  Bos planifrons 
      - Auroque ( Bos primigenius ) (morreu em 1627)

    - Gênero  Bison 
      - Bison antigo ( Bison antiquus )
      - Steppe wisent ( Bison priscus ) (morreu em Pleistoceno Superior )
      - Bisonte gigante ( Bisonte latifrons )
      -  Bisonte ocidental 

    - Gênero  [Búfalo]] 
      -  Bubalus cebuensis 

    - Gênero  [Pelorovis]] 
    - Gênero  Eotragus 
    - Gênero  Kipsigicerus 
    - Gênero  Leptobos 

  - Subfamília Alcelaphinae
    - Gênero  Megalotragus 
    - Gênero  [Parmularius]] 

  - Subfamília Antilopinae
    - Gênero  Gazela 
      -  Gazela psolea 
      -  Bourbon Gazela 
      -  Gazela Perdida 
      -  Gazela gaudryi 
      -  Gazella triquetrucornis 

  - Subfamília Caprinae
    - Gênero  Bootherium 
      - Boi-almiscarado de Harlan Bootherium bombifrons

    - Gênero   Cabra 
      -  Capra dalii [1]

    - Gênero  Euceratherium 
      - Boi-arbusto Euceratherium collinum

    - Gênero  Myotragus 
      - Cabra das cavernas  Myotragus balearicus 

    - Gênero  Oioceros

## Mamíferos do PeríodoHolocenoextintos pela atividade humana
- - Tigre-de-java (subespécie de tigre tida como extinta nos anos 1970, apesar de pairarem as mesmas dúvidas do que o Tilacino).
  - Quagga (espécie de equino extinto relacionado com a zebra-da-planície, o último exemplar morreu no Zoológico de Amsterdã, em 1833. Atualmente porém, o The Quagga Project fez com que os cientistas conseguissem recuperar a espécie geneticamente, que voltou a existir).

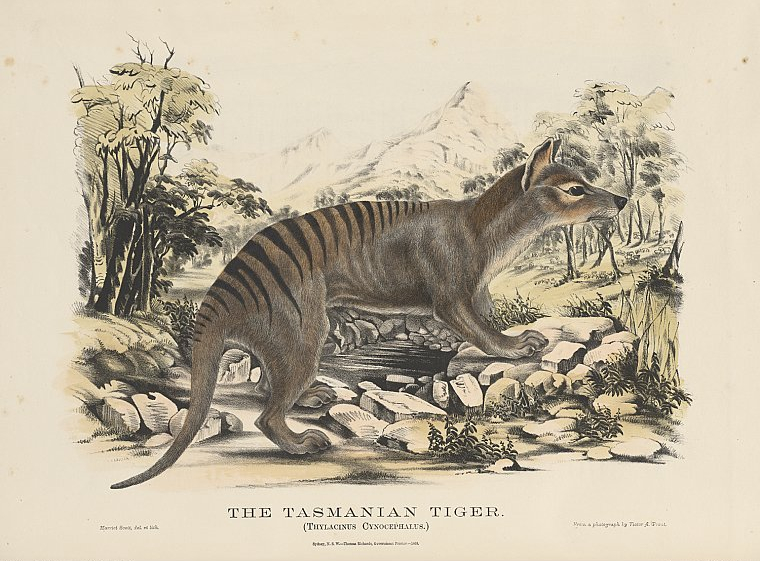
Ilustração de um Tilacino

- Tilacino (também conhecido por Tigre-da-Tasmânia ou Lobo-da-Tasmânia, apesar de ter sido extinto no século XX, até hoje ainda não se tem certeza de sua verdadeira extinção, havendo ainda quem afirme que ainda exista).
  - Tigre-de-java (subespécie de tigre tida como extinta nos anos 1970, apesar de pairarem as mesmas dúvidas do que o Tilacino).
  - Quagga (espécie de equino extinto relacionado com a zebra-da-planície, o último exemplar morreu no Zoológico de Amsterdã, em 1833. Atualmente porém, o The Quagga Project fez com que os cientistas conseguissem recuperar a espécie geneticamente, que voltou a existir).

1. ↑   Predefinição:Citar diário